# Tonstruktur (mathematische Beschreibung)
Eine Tonstruktur beschreibt ein Tonsystem mit Hilfe von Tönen und Intervallen. Seit der Antike wird der Tonvorrat einer Musikkultur zum einen über die Angabe von Tonhöhen und zum andern über den Begriff des Intervalls wiedergegeben.
Heutzutage werden Tonhöhen und Intervalle über Frequenzen und Frequenzverhältnisse beschrieben. Bekannt ist die Musiktheorie des Pythagoras mit Hilfe von Proportionen (= Saitenverhältnisse am Monochord = Kehrwert der Frequenzverhältnisse).
Die mathematische Lehre von den Tönen und Intervallen ist jedoch auch ohne diese physikalischen Begriffe exakt möglich (siehe hörpsychologische Beschreibung). Die ersten bekannten hörpsychologischen Beschreibungen eines Tonsystems stammen von Aristoxenos.
Alle unten aufgeführten Tonsysteme sind auf das Intervall der Oktave bezogen.

## Der geordnete Tonraum
Jeder Ton hat eine Frequenz.
Beispiel: c′ (das eingestrichene c) hat die Frequenz 264 Hz, e′ die Frequenz 330 Hz, g′ die Frequenz 396 Hz und c″ die Frequenz 528 Hz.
Töne kann man in der Höhe unterscheiden. Dabei gilt: Je höher ein Ton erklingt, umso größer ist seine Frequenz.
Mathematisch gesehen handelt es sich um eine (transitive und trichotomische) strenge Totalordnung.
Transitiv heißt: Aus a höher als b und b höher als c folgt a höher als c.
Trichotomisch heißt: Für Töne a und b gilt: Entweder a = b oder a höher als b oder b höher als a.

## Der geordnete additive Intervallraum
Je zwei Tönen x und y (mit den Frequenzen f1 und f2) ist eindeutig ein Intervall xy zugeordnet (mit dem Frequenzverhältnis q = f2 : f1).
Beispiel: Die Oktave c′c″ hat das Frequenzverhältnis 528:264 = 2, die reine Quinte c′g′ das Frequenzverhältnis 396:264 = 3:2, die große Terz c′e′ das Frequenzverhältnis 330:264 = 5:4 und die kleine Terz e′g′ das Frequenzverhältnis 396:330 = 6:5.
Zu jedem Anfangston x (mit der Frequenz f1) und zu jedem Intervall i (mit dem Frequenzverhältnis q) ist eindeutig ein Endton y (mit der Frequenz f2 = f1 q) des Intervalls i = xy zugeordnet.
Beispiel: Hat a′ die Frequenz f1 = 440 Hz, so hat der Ton c″, der um eine kleine Terz mit dem Frequenzverhältnis q = 6:5 höher erklingt, die Frequenz f2 = 440 Hz · 6/5 = 528 Hz.
In der Sprache der Musiker werden Intervalle bei der Hintereinanderausführung addiert. Der Intervallraum besitzt in diesem Sinne eine additive Struktur.
Beispiel: große Terz + kleine Terz = Quinte.
12 Quinten sind ungefähr gleich 7 Oktaven. Der Unterschied wird als pythagoreisches Komma bezeichnet. Man schreibt dazu: pythagoreisches Komma = 12 Quinten − 7 Oktaven. Führt man drei reine große Terzen hintereinander aus (zum Beispiel c-e-gis-his), so erhält man (von c nach his) ein Intervall, das etwas kleiner als die Oktave ist. Der Unterschied heißt kleine Diësis. Somit: kleine Diësis = Oktave − 3 große Terzen.
Der Addition von Intervallen entspricht die Multiplikation der Frequenzverhältnisse und der Subtraktion von Intervallen die Division der Frequenzverhältnisse.
Beispiel: Der Addition kleine Terz + große Terz = Quinte entspricht die Multiplikation 6/5 · 5/4 = 3/2.
Das Frequenzverhältnis des pythagoreischen Kommas errechnet sich zu (3/2)12 : 27 = 531.441 : 524.288 ≈ 1,013.643 und das der kleinen Diësis zu 2 : (5/4)3 = 128 : 125 = 1,024.
Intervalle kann man in der Größe vergleichen. Dabei gilt: Je größer das Intervall, umso größer ist sein Frequenzverhältnis.
Das Frequenzverhältnis wächst exponentiell an.
Beispiel:
| Intervall | Frequenzverhältnis | Intervall | Frequenzverhältnis |
| --------- | ------------------ | --------- | ------------------ |
| 1 Oktave  | 2                  | 1 Quinte  | 3/2                |
| 2 Oktaven | 4                  | 2 Quinten | 9/4                |
| 3 Oktaven | 8                  | 3 Quinten | 27/8               |
| 4 Oktaven | 16                 | 4 Quinten | 81/16              |
| 5 Oktaven | 32                 | 5 Quinten | 243/32             |
| •••       | •••                | •••       | •••                |

Mathematisch gesehen ist ein Intervallraum eine archimedisch geordnete kommutative Gruppe.

## Intervalle und Frequenzverhältnisse
Streng mathematisch kann man formulieren:
Es gibt eine Funktion {\displaystyle f\colon \,I\to Q} von der additiven Gruppe der Intervalle {\displaystyle I} in die multiplikative Gruppe der Frequenzverhältnisse {\displaystyle Q}.
Die Abbildung ist ein Homomorphismus, d. h. werden zwei Intervalle addiert, so werden ihre Frequenzverhältnisse multipliziert.
Beispiel: Aus große Terz + kleine Terz = Quinte folgt: {\displaystyle f} (große Terz) · {\displaystyle f} (kleine Terz) = {\displaystyle f} (Quinte), nämlich 5/4 · 6/5 = 3/2.
Solche Funktionen wachsen exponentiell. Zum Beispiel: Aus {\displaystyle f} (Quinte) = 3/2 folgt {\displaystyle f} (12 Quinten) = {\displaystyle \left({\frac {3}{2}}\right)^{12}}.
Die Umkehrfunktion von {\displaystyle f} ist der Logarithmus zur Basis 2. Damit lässt sich die Größe eines Intervalls als Vielfaches der Einheit Oktave oder der Untereinheit Cent „messen“ (dabei gilt 1200 Cent = 1 Oktave).
Beispiel: Da {\displaystyle f} (Quinte) = 3/2, folgt Quinte = log2 (3/2) Oktave ≈ 702 Cent.

### Messung der Größe von Intervallen
Intervalle kann man als Vielfache von einer Oktave angeben. Oft wird jedoch die Untereinheit Cent verwendet.
Es handelt sich dabei um ein logarithmisches Maß der Frequenzverhältnisse. Die Untereinheit Cent mit der Definition 1200 Cent = 1 Oktave oder 1 gleichstufiger Halbton = 100 Cent ermöglicht eine anschauliche Vorstellung von der Größe verschiedener Intervalle, die auch der musikpraktischen Empfindung entspricht. 
| Intervall                            | Frequenzverhältnis               | Größe |
| ------------------------------------ | -------------------------------- | --- |
| 1 Oktave                             | 2                                | 1200 Cent |
| 2 Oktaven                            | 4                                | 2400 Cent |
| 3 Oktaven                            | 8                                | 3600 Cent |
| …                                    |                                  | |
| k Oktaven                            | 2k                               | 1200 · k Cent |
| log2 (q) Oktaven                     | q                                | 1200 · log2 (q) Cent |
| gleichstufiger Halbton = 1⁄12 Oktave | {\displaystyle {\sqrt[{12}]{2}}} | 100 Cent |
| reine kleine Terz                    | 6:5                              | {\displaystyle 1200\cdot \log _{2}{\big (}{\tfrac {6}{5}}{\big )}\,{\text{Cent}}\approx 315{,}641\,{\text{Cent}}}          |
| reine große Terz                     | 5:4                              | {\displaystyle 1200\cdot \log _{2}{\big (}{\tfrac {5}{4}}{\big )}\,{\text{Cent}}\approx 386{,}314\,{\text{Cent}}}          |
| reine Quinte                         | 3:2                              | {\displaystyle 1200\cdot \log _{2}{\big (}{\tfrac {3}{2}}{\big )}\,{\text{Cent}}\approx 701{,}955\,{\text{Cent}}}          |
| Pythagoreisches Komma                | 531441:524288                    | {\displaystyle 1200\cdot \log _{2}{\big (}{\tfrac {531441}{524288}}{\big )}\,{\text{Cent}}\approx 23{,}460\,{\text{Cent}}} |
| kleine Diësis                        | 128:125                          | {\displaystyle 1200\cdot \log _{2}{\big (}{\tfrac {128}{125}}{\big )}\,{\text{Cent}}\approx 41{,}059\,{\text{Cent}}}       |

{\displaystyle \log _{2}x={\frac {\log _{b}x}{\log _{b}2}}} ({\displaystyle \log _{b}} = Logarithmus zu beliebiger Basis b>0, {\displaystyle \log _{2}} = Logarithmus zur Basis 2).
Durch die Verwendung des Logarithmus bei der Centberechnung wird aus der multiplikativen Struktur der Frequenzverhältnisse wieder die additive Struktur der Intervalle.
Beispiel:
Quinte = kleine Terz + große Terz ≈ 315,641 Cent + 386,314 Cent = 701,955 Cent.
pythagoreisches Komma = 12 Quinten − 7 Oktaven ≈ 12 · 701,955 Cent − 7 · 1200 Cent = 23,460 Cent.
kleine Diësis = Oktave − 3 große Terzen ≈ 1200 Cent − 3 · 386,3137 Cent ≈ 41,059 Cent.

### Berechnung der Intervallgröße und des Frequenzverhältnisses
Ist {\displaystyle q} das Frequenzverhältnis des Intervalls, so berechnet sich die Größe des Intervalls {\displaystyle i} zu:
{\displaystyle i=\log _{2}(q){\text{ Oktave}}=1200\cdot \log _{2}(q){\text{ Cent}}}
Beispiel: Die reine Quinte hat das Frequenzverhältnis von {\displaystyle {\tfrac {3}{2}}}. Dann berechnet sich ihre Größe zu
{\displaystyle i=\log _{2}({\tfrac {3}{2}}){\text{ Oktave}}=1200\cdot \log _{2}({\tfrac {3}{2}})\,{\text{Cent}}\approx 702\,{\text{Cent}}}
Ist andererseits {\displaystyle i} das Intervall, so berechnet sich das Frequenzverhältnis {\displaystyle q} zu:
{\displaystyle q=2^{\frac {i}{\text{Oktave}}}=2^{\frac {i}{1200\,{\text{Cent}}}}}
Beispiel 1: Das Intervall von der Größe {\displaystyle 3\,{\text{Oktaven}}=3600\,{\text{Cent}}} hat das Frequenzverhältnis von:
{\displaystyle q=2^{\frac {3\,{\text{Oktaven}}}{\text{Oktave}}}=2^{\frac {3600\,{\text{Cent}}}{1200\,{\text{Cent}}}}=2^{3}=8}
Beispiel 2: Die reine Quinte hat ungefähr die Größe 702 Cent, genau {\displaystyle i=1200\cdot \log _{2}({\tfrac {3}{2}}){\text{ Cent}}}. Das Frequenzverhältnis {\displaystyle q} berechnet sich dann zu:
{\displaystyle q=2^{\frac {i}{1200\,{\text{Cent}}}}=2^{\frac {1200\cdot \log _{2}({\tfrac {3}{2}}){\text{ Cent}}}{1200\,{\text{Cent}}}}={\tfrac {3}{2}}}

### Beispiele für Intervallräume
Ein Intervallraum besteht aus der Menge aller Intervalle der zu betrachtenden Tonstruktur verbunden mit der Verknüpfung der Addition der zugehörigen Intervalle. Die Intervallgrößen einzelner Stimmungen unterscheiden sich.
In den folgenden Tabellen bedeutet:
- Ok = Oktave (Frequenzverhältnis {\displaystyle 2\,\mathrel {\hat {=}} \,1200\,{\text{Cent}}}),
- H = Halbton (Frequenzverhältnis {\displaystyle {\sqrt[{12}]{2}}\,\mathrel {\hat {=}} \,100\,{\text{Cent}}}),
- Q = Quinte (Frequenzverhältnis {\displaystyle {\tfrac {3}{2}}\,\mathrel {\hat {\approx }} \,702\,{\text{Cent}}}),
- Qm = ¼-Komma mitteltönige Quinte (Frequenzverhältnis {\displaystyle {\sqrt[{4}]{5}}\,\mathrel {\hat {\approx }} \,696{,}578\,{\text{Cent}}}),
- T = Terz (Frequenzverhältnis {\displaystyle {\tfrac {5}{4}}\,\mathrel {\hat {\approx }} \,386\,{\text{Cent}}}).

| Name des Intervallraums                                                         | Intervallraum |
| ------------------------------------------------------------------------------- | --- |
| Das Quintensystem Intervallraum der pythagoreischen Stimmung                    | {\displaystyle {\mathcal {Q}}=\{x\cdot \mathrm {Ok} +y\cdot \mathrm {Q} \mid x,y\in \mathbb {Z} \}}                        |
| Das ¼-Komma mitteltönige Quintensystem Intervallraum der mitteltönigen Stimmung | {\displaystyle {\mathcal {Q}}_{m}=\{x\cdot \mathrm {Ok} +y\cdot \mathrm {Q_{m}} \mid x,y\in \mathbb {Z} \}}                |
| Das Quint-Terz-System Intervallraum der reinen Stimmung                         | {\displaystyle {\mathcal {QT}}=\{x\cdot \mathrm {Ok} +y\cdot \mathrm {Q} +z\cdot \mathrm {T} \mid x,y,z\in \mathbb {Z} \}} |
| Der zwölfstufige Intervallraum = Intervallraum der gleichstufigen Stimmung      | {\displaystyle {\mathcal {H}}=\{x\cdot \mathrm {H} \mid x\in \mathbb {Z} \}}                                               |
| Der 53-stufige Intervallraum                                                    | {\displaystyle \textstyle {\mathcal {I}}_{53}=\{{\frac {n}{53}}\cdot \mathrm {Ok} \mid n\in \mathbb {Z} \}}                |
| Der allumfassende Intervallraum (Alle Intervalle sind beliebig teilbar.)        | {\displaystyle {\mathcal {A}}=\{r\cdot \mathrm {Ok} \mid r\in \mathbb {R} \}}                                              |

Teilbarkeit von Intervallen
Im Allgemeinen kann man Intervalle vom Gehör her nicht „teilen“. Die „halbe Quinte“ (350 Cent) wäre zwischen kleiner und großer Terz anzusiedeln und ist im Stimmungssystem weder der pythagoreischen noch der mitteltönigen, reinen oder gleichstufigen Stimmung ein vorkommendes Intervall. Auch die halbe Oktave (600 Cent) existiert nicht im Stimmungssystem der pythagoreischen, der mitteltönigen oder reinen Stimmung.

## Pythagoreische Stimmung
Die Grundlage der pythagoreischen Stimmung ist das Quintsystem {\displaystyle {\mathcal {Q}}} mit den folgenden Intervallen:
| Intervall                                       | Darstellung                | Frequenzverhältnis | Größe in Cent |
| ----------------------------------------------- | -------------------------- | ------------------ | ------------- |
| Oktave                                          | Ok (Grundintervall)        | 2:1                | =1200         |
| Quinte                                          | Q (Grundintervall)         | 3:2                | ≈702          |
| Ganzton                                         | 2 Q − Ok                   | 9:8                | ≈204          |
| pythagoreische große Terz (Ditonos)             | 2 Ganztöne = 4 Q − 2 Ok    | 81:64              | ≈408          |
| Quarte                                          | Ok − Q                     | 4:3                | ≈498          |
| pythagoreischer Halbton (Limma)                 | Quart-Ditonos = 3 Ok − 5 Q | 256:243            | ≈90           |
| pythagoreischer chromatischer Halbton (Apotome) | Ganzton-Limma = 7Q − 4Ok   | 2187:2048          | ≈114          |
| pythagoreisches Komma                           | 12 Q − 7 Ok                | 531441:524288      | ≈23           |
| ausführliche Tabelle                            |                            |                    |               |

## Mitteltönige Stimmung
Die Grundlage der ¼-Komma-mitteltönigen Stimmung ist das ¼-Komma-mitteltönige Quintsystem mit den folgenden Intervallen:
| Intervall            | Darstellung          | Frequenzverhältnis | Größe in Cent |
| -------------------- | -------------------- | ------------------ | ------------- |
| Oktave Ok            | Ok (Grundintervall)  | 2:1                | =1200         |
| Quinte Qm            | Qm (Grundintervall)  |                    | ≈697          |
| Große Terz           | 4 Qm − 2 OK = T      | 5:4                | ≈386          |
| Quarte               | Ok − Qm              |                    | ≈503          |
| Kleine Sext          | 3 Ok − 4 Qm = Ok − T | 8:5                | ≈814          |
| Kleine Terz          | 2 Ok − 3 Qm          |                    | ≈310          |
| Große Sext           | 3 Qm − Ok            |                    | ≈890          |
| Ganzton              | 2 Qm − Ok            |                    | ≈193          |
| Kleine Septime       | 2 Ok − 2 Qm          |                    | ≈1007         |
| Halbton              | 3 Ok − 5 Qm          |                    | ≈117          |
| Große Septime        | 5 Qm − 2 Ok          |                    | ≈1083         |
| ausführliche Tabelle |                      |                    |               |

## Bezeichnungen des Eulerschen Tonnetzes
In der reinen Stimmung genügt nicht nur die Angabe der Tonbezeichnung nach dem Notenbild. Es muss noch eine Bezeichnung hinzukommen, bei der erkennbar ist, ob die vorkommenden Quinten und Terzen rein erklingen. Dazu sind die Bezeichnungen des Eulerschen Tonnetzes hilfreich:
Reine Quinten im Quintenzirkel: … es b f c g d a e …
Ein syntonisches Komma tiefer …,es,b ,c,g ,d,a ,e … (Tiefkomma vor der Tonbezeichnung)
Ein syntonisches Komma höher … ’es ’b ’c ’g ’d ’a ’e … (Hochkomma vor der Tonbezeichnung)
Beispiel: reine große Terz: c ,e und reine Quinte c g.
Beispiel: reine C-Dur-Tonleiter: c d ,e f g ,a ,h c.
Beispiel: reine,a-Moll-Tonleiter: ,a ,h c ,d ,e f g ,a.
Jede Dur-Tonart ist von der Form: 1 2 ,3 4 5 ,6 ,7 8 oder ’1 ’2 3 ’4 ’5 6 7 ’8 usw.
Jede Molltonart ist von der Form: 1 2 ’3 4 5 ’6 ’7 8 oder ,1 ,2 3 ,4 ,5 6 7 ,8 usw., wobei »1« für den ersten Ton »2« für den zweiten Ton usw. der Tonleiter steht.

## Reine Stimmung
Die Grundlage der reinen Stimmung ist das Quint-Terz-System {\displaystyle {\mathcal {QT}}}, das aus den Intervallen der Form
{\displaystyle i=n\cdot {\text{Oktave}}+m\cdot {\text{Quinte}}+l\cdot {\text{große Terz}}}
mit den Frequenzverhältnissen
{\displaystyle q=2^{n}\cdot \left({\frac {3}{2}}\right)^{m}\cdot \left({\frac {5}{4}}\right)^{l}} besteht.
Die Hauptintervalle sind:
| Intervall (Beispiel)                      | Darstellung                                                                                          | Frequenzverhältnis | Größe in Cent |
| ----------------------------------------- | --- | ------------------ | ------------- |
| Oktave c c’                               | Ok (Grundintervall)                                                                                  | 2:1                | =1200         |
| Quinte c g                                | Q (Grundintervall)                                                                                   | 3:2                | ≈702          |
| Große Terz c ,e                           | T (Grundintervall)                                                                                   | 5:4                | ≈386          |
| Quarte c f                                | Ok − Q                                                                                               | 4:3                | ≈498          |
| Kleine Sext c ’as                         | Ok − T                                                                                               | 8:5                | ≈814          |
| Kleine Terz c ’es                         | Q − T                                                                                                | 6:5                | ≈316          |
| Große Sext c ,a                           | Ok + T − Q                                                                                           | 5:3                | ≈884          |
| Großer Ganzton c d                        | 2Q − Ok                                                                                              | 9:8                | ≈204          |
| Kleiner Ganzton d ,e                      | T − (Großer Ganzton) = Ok + T − 2Q                                                                   | 10:9               | ≈182          |
| Kleine Septime g f (1. Möglichkeit)       | Ok − (Großer Ganzton) = 2Ok − 2Q                                                                     | 16:9               | ≈996          |
| Kleine Septime ,a g (2. Möglichkeit)      | Ok − (Kleiner Ganzton) = 2Q − T                                                                      | 9:5                | ≈1018         |
| diatonischer Halbton ,e f                 | Quarte − T = Ok − Q − T                                                                              | 16:15              | ≈112          |
| chromatischer Halbton c ,cis bzw. d ,,dis | großer Ganzton - diatonischer Halbton = T + 3Q − 2Ok kleiner Ganzton - diatonischer Halbton = 2T − Q | 135:128 25:24      | ≈92 ≈71       |
| Große Septime c h                         | Ok − diatonischer Halbton = Q + T                                                                    | 15:8               | ≈1088         |
| Syntonisches Komma ,e e                   | 2(Große Ganztöne) − T = 4Q − 2Ok − T                                                                 | 81:80              | ≈22           |
| Kleine Diësis ,,gis 'as                   | Ok - 3T                                                                                              | 128:125            | ≈41           |
| große Diësis ,,fis ''ges                  | 4(kleine Terzen) - Ok = 4Q - 4T - Ok                                                                 | 648:625            | ≈63           |
| ausführliche Tabelle                      | |                    |               |

Superpartikuläre Brüche oder überteilige Brüche sind von der Form {\displaystyle {\frac {n+1}{n}}} (n = 1, 2, 3, …). Die einzigen Intervalle mit solchen Frequenzverhältnissen sind im Quint-Terz-System: Oktave (2/1), Quinte (3/2), Quarte (4/3), große Terz (5/4), kleine Terz (6/5), großer Ganzton (9/8), kleiner Ganzton (10/9), diatonischer Halbton (16/15), chromatischer Halbton (25/24) und syntonisches Komma (81/80). Im Quint-Terz-System sind Zähler und Nenner dieser Brüche nur Produkte aus 2, 3 und 5.
Wichtig in diesem Zusammenhang ist: Intervalle, deren Frequenzverhältnis super partikulär sind, lassen sich nicht teilen (insbesondere nicht halbieren).
Um aus einem Frequenzverhältnis des Quint-Terz-Systems herauszufinden, aus welchen Grundintervallen das Intervall zusammengesetzt ist, muss man den Tripellogarithmus berechnen.
Beispiel:
Die Gleichung
{\displaystyle {\frac {81}{80}}=2^{x}\cdot \left({\frac {3}{2}}\right)^{y}\cdot \left({\frac {5}{4}}\right)^{z},\quad x,y,z\in \mathbb {Z} }
hat die eindeutige Lösung, als „Tripellogarithmus“ bezeichnet: {\displaystyle x=-2,\ y=4} und {\displaystyle z=-1}.
Damit gilt für das Intervall {\displaystyle i} mit dem Frequenzverhältnis 81:80 die Beziehung {\displaystyle i=-2\mathrm {Ok} +4\mathrm {Q} -\mathrm {T} } (siehe syntonisches Komma).

## Die Tonleitern der reinen Stimmung im Quintenzirkel
Bei einer Modulation in eine Nachbartonart ändern sich zwei Töne, einer davon erkennbar mit Vorzeichenwechsel, der andere geringfügig um ein syntonisches Komma. Dies lässt sich am besten mit den Bezeichnungen des Eulerschen Tonnetzes darstellen: Für den Ton, der ein syntonisches Komma tiefer als x erklingt, wird die Bezeichnung ,x (Tiefkomma x) verwendet. Entsprechend wird mit ’x (Hochkomma x) der Ton bezeichnet, der ein syntonisches Komma höher als x liegt. Die Quinten im Quintenzirkel … as es b f c g d a … sind alle rein (Frequenzverhältnis 3:2).
Die reinen Tonleitern im Quintenzirkel haben stets das gleiche Erscheinungsbild (Bei Moll die 6. und 7. Stufe noch erhöht):
| Tonleiter | Tonleitertöne tabellarisch aufgelistet | Tonleitertöne tabellarisch aufgelistet | Tonleitertöne tabellarisch aufgelistet | Tonleitertöne tabellarisch aufgelistet | Tonleitertöne tabellarisch aufgelistet | Tonleitertöne tabellarisch aufgelistet | Tonleitertöne tabellarisch aufgelistet | Tonleitertöne tabellarisch aufgelistet | Tonleitertöne tabellarisch aufgelistet | Tonleitertöne tabellarisch aufgelistet | Tonleitertöne tabellarisch aufgelistet | Tonleitertöne tabellarisch aufgelistet | Tonleitertöne tabellarisch aufgelistet | Tonleitertöne tabellarisch aufgelistet | Tonleitertöne tabellarisch aufgelistet | Tonleitertöne tabellarisch aufgelistet | Tonleitertöne tabellarisch aufgelistet |
| Ces-Dur   | ces                                    | des                                    | ,es                                    | fes                                    | ges                                    | ,as                                    | ,b                                     | ces                                    | ,as-moll                               | ,as                                    | ,b                                     | ces                                    | ,des                                   | ,es                                    | fes ,,f                                | ges ,,g                                | ,as                                    |
| Ges-Dur   | ges                                    | as                                     | ,b                                     | ces                                    | des                                    | ,es                                    | ,f                                     | ges                                    | ,es-moll                               | ,es                                    | ,f                                     | ges                                    | ,as                                    | ,b                                     | ces ,,c                                | des ,,d                                | ,es                                    |
| Des-Dur   | des                                    | es                                     | ,f                                     | ges                                    | as                                     | ,b                                     | ,c                                     | des                                    | ,b-moll                                | ,b                                     | ,c                                     | des                                    | ,es                                    | ,f                                     | ges ,,g                                | as ,,a                                 | ,b                                     |
| As-Dur    | as                                     | b                                      | ,c                                     | des                                    | es                                     | ,f                                     | ,g                                     | as                                     | ,f-moll                                | ,f                                     | ,g                                     | as                                     | ,b                                     | ,c                                     | des ,,e                                | es ,,e                                 | ,f                                     |
| Es-Dur    | es                                     | f                                      | ,g                                     | as                                     | b                                      | ,c                                     | ,d                                     | es                                     | ,c-moll                                | ,c                                     | ,d                                     | es                                     | ,f                                     | ,g                                     | as ,,a                                 | b ,,h                                  | ,c                                     |
| B-Dur     | b                                      | c                                      | ,d                                     | es                                     | f                                      | ,g                                     | ,a                                     | b                                      | ,g-moll                                | ,g                                     | ,a                                     | b                                      | ,c                                     | ,d                                     | es ,,e                                 | f ,,fis                                | ,g                                     |
| F-Dur     | f                                      | g                                      | ,a                                     | b                                      | c                                      | ,d                                     | ,e                                     | f                                      | ,d-moll                                | ,d                                     | ,e                                     | f                                      | ,g                                     | ,a                                     | b ,,h                                  | c ,,cis                                | ,d                                     |
| C-Dur     | c                                      | d                                      | ,e                                     | f                                      | g                                      | ,a                                     | ,h                                     | c                                      | ,a-moll                                | ,a                                     | ,h                                     | c                                      | ,d                                     | ,e                                     | f ,,fis                                | g ,,gis                                | ,a                                     |
| G-Dur     | g                                      | a                                      | ,h                                     | c                                      | d                                      | ,e                                     | ,fis                                   | g                                      | ,e-moll                                | ,e                                     | ,fis                                   | g                                      | ,a                                     | ,h                                     | c ,,cis                                | d ,,dis                                | ,e                                     |
| D-Dur     | d                                      | e                                      | ,fis                                   | g                                      | a                                      | ,h                                     | ,cis                                   | d                                      | ,h-moll                                | ,h                                     | ,cis                                   | d                                      | ,e                                     | ,fis                                   | g ,,gis                                | a ,,ais                                | ,h                                     |
| A-Dur     | a                                      | h                                      | ,cis                                   | d                                      | e                                      | ,fis                                   | ,gis                                   | a                                      | ,fis-moll                              | ,fis                                   | ,gis                                   | a                                      | ,h                                     | ,cis                                   | d ,,dis                                | e ,,eis                                | ,fis                                   |
| E-Dur     | e                                      | fis                                    | ,gis                                   | a                                      | h                                      | ,cis                                   | ,dis                                   | e                                      | ,cis-moll                              | ,cis                                   | ,dis                                   | e                                      | ,fis                                   | ,gis                                   | a ,,ais                                | h ,,his                                | ,cis                                   |
| H-Dur     | h                                      | cis                                    | ,dis                                   | e                                      | fis                                    | ,gis                                   | ,ais                                   | h                                      | ,gis-moll                              | ,gis                                   | ,ais                                   | h                                      | ,cis                                   | ,dis                                   | e ,,eis                                | fis ,,fisis                            | ,gis                                   |
| Fis-Dur   | fis                                    | gis                                    | ,ais                                   | h                                      | cis                                    | ,dis                                   | ,eis                                   | fis                                    | ,dis-moll                              | ,dis                                   | ,eis                                   | fis                                    | ,gis                                   | ,ais                                   | h ,,his                                | cis ,,cisis                            | ,dis                                   |
| Cis-Dur   | cis                                    | dis                                    | ,eis                                   | fis                                    | gis                                    | ,ais                                   | ,his                                   | cis                                    | ,ais-moll                              | ,ais                                   | ,his                                   | cis                                    | ,dis                                   | ,eis                                   | fis ,,fisis                            | gis ,,gisi                             | ,ais                                   |

Die Centwerte der Töne errechnen sich zu:
| Benachbarte Töne, die sich nur um das Schisma (≈2 Cent) unterscheiden, sind mit * markiert. |               |              |
| Ton                                                                                         | Größe in Cent | Vorkommen    |
| c                                                                                           | =0*           | in C-Dur     |
| ,his                                                                                        | ≈2*           | ab Cis-Dur   |
| 'c                                                                                          | ≈22           | ab d-moll    |
|                                                                                             |               |              |
| ,,cis                                                                                       | ≈71           | ab ,e-Moll   |
| des                                                                                         | ≈90*          | ab As-Dur    |
| ,cis                                                                                        | ≈92*          | ab D-Dur     |
| 'des                                                                                        | ≈112*         | ab f-moll    |
| cis                                                                                         | ≈114*         | ab H-Dur     |
|                                                                                             |               |              |
| ,,d                                                                                         | ≈161          | ab ,f-Moll   |
| ,d                                                                                          | ≈182          | ab F-Dur     |
| 'eses                                                                                       | ≈202*         | in ges-moll  |
| d                                                                                           | ≈204*         | in C-Dur     |
| 'd                                                                                          | ≈225          | ab e-moll    |
|                                                                                             |               |              |
| ,es                                                                                         | ≈273*         | ab Ges-Dur   |
| ,,dis                                                                                       | ≈275*         | ab ,fis-Moll |
| es                                                                                          | ≈294*         | ab B-Dur     |
| ,dis                                                                                        | ≈296*         | ab E-Dur     |
| 'es                                                                                         | ≈316*         | in c-moll    |
| dis                                                                                         | ≈318*         | ab Cis-Dur   |
|                                                                                             |               |              |
| ,,e                                                                                         | ≈365          | ab ,g-Moll   |
| fes                                                                                         | ≈384*         | ab Ces-Dur   |
| ,e                                                                                          | ≈386*         | in C-dur     |
| 'fes                                                                                        | ≈406*         | ab as-moll   |
| e                                                                                           | ≈408*         | ab D-Dur     |
| 'e                                                                                          | ≈429          | ab fis-moll  |
|                                                                                             |               |              |
| ,f                                                                                          | ≈477*         | ab As-Dur    |
| ,,eis                                                                                       | ≈478*         | ab ,gis-Moll |
| f                                                                                           | ≈498*         | in C-Dur     |
| ,eis                                                                                        | ≈500*         | ab Fis-Dur   |
| 'f                                                                                          | ≈520          | ab g-moll    |
|                                                                                             |               |              |
| ,,fis                                                                                       | ≈569          | ab ,a-Moll   |
| ges                                                                                         | ≈588*         | ab Des-Dur   |
| ,fis                                                                                        | ≈590*         | ab G-Dur     |
| 'ges                                                                                        | ≈610*         | ab b-moll    |
| fis                                                                                         | ≈612*         | ab E-Dur     |
|                                                                                             |               |              |
| ,,g                                                                                         | ≈659          | ab ,b-Moll   |
| ,g                                                                                          | ≈680*         | ab B-Dur     |
| ,,fisis                                                                                     | ≈682*         | ab ,ais-Moll |
| g                                                                                           | ≈702          | in C-Dur     |
| 'g                                                                                          | ≈723          | ab a-moll    |
|                                                                                             |               |              |
| ,as                                                                                         | ≈771*         | ab Ces-Dur   |
| ,,gis                                                                                       | ≈773*         | ab ,h-moll   |
| as                                                                                          | ≈792*         | ab Es-Dur    |
| ,gis                                                                                        | ≈794*         | ab A-Dur     |
| 'as                                                                                         | ≈814*         | in c-moll    |
| gis                                                                                         | ≈816*         | ab Fis-Dur   |
|                                                                                             |               |              |
| ,,a                                                                                         | ≈863          | ab ,c-Moll   |
| ,a                                                                                          | ≈884*         | in C-Dur     |
| ,,gisis                                                                                     | ≈886*         | ab ,ais-Moll |
| 'heses                                                                                      | ≈904*         | ab des-moll  |
| a                                                                                           | ≈906*         | ab G-Dur     |
| 'a                                                                                          | ≈927          | ab h-moll    |
|                                                                                             |               |              |
| ,b                                                                                          | ≈975*         | ab Des-Dur   |
| ,,ais                                                                                       | ≈977*         | ab ,cis-Moll |
| b                                                                                           | ≈996*         | ab F-Dur     |
| ,ais                                                                                        | ≈998*         | ab H-Dur     |
| 'b                                                                                          | 1018          | in c-moll    |
|                                                                                             |               |              |
| ,,h                                                                                         | ≈1067         | ab ,d-Moll   |
| ces                                                                                         | ≈1086*        | ab Ges-Dur   |
| ,h                                                                                          | ≈1088*        | in C-Dur     |
| 'ces                                                                                        | ≈1108*        | ab Ges-Dur   |
| h                                                                                           | ≈1110*        | ab A-Dur     |
| 'h                                                                                          | ≈1131         | ab cis-moll  |
|                                                                                             |               |              |
| ,,c                                                                                         | ≈1157         | ab ,es-Moll  |
| ,c                                                                                          | ≈1178*        | ab Es-Dur    |
| ,,his                                                                                       | ≈1180*        | ab ,dis-Moll |
| c’                                                                                          | =1200         | in C-Dur     |

Die Berechnung der Centwerte hier können nach folgendem Schema vorgenommen werden. Mit p=1/12 pythagoreisches Komma ≈ 2,0 Cent errechnet sich nach der pythagoreischen Quintenzirkel zu ...es=300-3p b=1000-2p f=500-p c=0 g=700+p d=200+2p a=900+3p ... nach Halbtönen geordnet:
| Gleichstufg | pythagoreisch | enharmonisch   |
| ----------- | ------------- | -------------- |
| 0           | c=0           | his=12p        |
| 100         | cis=100+7p    | des=100-5p     |
| 200         | d=200+2p      | eses=200-10p   |
| 300         | dis=300+9p    | es=300-3p      |
| 400         | e=400+4p      | fes=400-8p     |
| 500         | f=500-p       | eis=500+11p    |
| 600         | fis=600+6p    | ges=600-6p     |
| 700         | g=700+p       | asas=700-11p   |
| 800         | gis=800+8p    | as=800-4p      |
| 900         | a=900+3p      | heses=900-9p   |
| 1000        | ais=1000+10p  | b=1000-2p      |
| 1100        | h=1100+5p     | ces=1100-7p    |
| 1200        | c=1200        | deses=1200-12p |

Mit p=1/12 pythagoreisches Komma ≈ 2,0 Cent und K = syntonisches Komma ≈ 21,5 Cent errechnet sich zum Beispiel:
- ,,cis = (100+7p-2K) Cent = 71 Cent (=Intervall c ,,cis = Intervall von c nach ,,cis)
- 'as = 800-4p+K = 814 Cent (=Intervall von c 'as)
- Intervall ,,cis 'as = (700-11p+3K) Cent = 743 Cent.
Frequenzverhältnis 2(700-11p+3K)/1200= 192/125[8]

Tonhöhen der rein gestimmten Dur- und Molltonarten im Oktavkreis.

Mit den 53 durch Kreismarken im Außenbereich der Oktavkreis-Graphik platzierten Tönen sind die 15 Durtonleitern mit den Quinttönen ces|ges...c ...fis|cis als Grundtöne spielbar, ebenso die 45 parallelen Tonleitern der drei Mollmodi, deren Grundtöne ,as|,es...,a...,dis|,ais eine kleine Terz unter den Quinttönen liegen. Die Tonleitern im Innenbereich illustrieren die Tonabstände an den Tonarten C-Dur und drei Mal ,a-Moll.

## Gleichstufige Stimmung
Die Grundlage der gleichstufigen Stimmung ist der 12-stufige Intervallraum {\displaystyle {\mathcal {H}}} mit den folgenden Intervallen:
| Intervall            | Darstellung | Größe in Cent |
| -------------------- | ----------- | ------------- |
| Halbton              | H           | =100          |
| Ganzton              | 2H          | =200          |
| kleine Terz          | 3H          | =300          |
| große Terz           | 4H          | =400          |
| …                    |             |               |
| ausführliche Tabelle |             |               |

## Die Teilung der Oktave in 53 Tonstufen
Die Grundlage dieser Stimmung ist der 53-stufige Intervallraum {\displaystyle \textstyle {\mathcal {I}}_{53}=\{{\frac {n}{53}}\cdot \mathrm {Ok} \mid n\in \mathbb {Z} \}}. Die Oktave wird hierbei in 53 gleiche Teile geteilt.
Zu Zeiten Zarlinos (1517–1590) lehrte man in Musikschulen, dass man die große Terz rein intonieren kann und es dadurch Abweichungen von der pythagoreischen Stimmung gibt. Es wurde gelehrt, dass die Tonleiter so zu intonieren ist, dass man den folgenden Intervalle Teile zuordnen kann.
- cd=fg=ah=9 Teile (großer Ganzton)
- de=ga=8 Teile (kleiner Ganzton)
- ef=hc=5 Teile (diatonischer Halbton)

Notiert man den Abstand der Tonleiter von c aus in Klammer und den Abstand zwischen den Tönen tiefer geschrieben, so lautet die C-Dur-Tonleiter:
```
c(0) 
9
 d(9) 
8
 ,e(17) 
5
 f(22) 
9
 g(31) 
8
 ,a(39) 
9
 ,h(48) 
5
 c(53)
```

,e („Tiefkomma e“) bedeutet hier in Abwandlung der Eulerschen Schreibweise: „,e erklingt 1/53 Oktave tiefer als e“ usw.
Die Tonleiter wird also hier in 53 Teile geteilt, wobei
```
große Terz c,e = 17 Teile
Quinte = cg = 31 Teile
[
11
]
```

Die Tonleitern des Quintenzirkel von c aus notiert. In Klammer die Stufe der 53-Skala:
```
C-Dur:     c(0)    d(9)    ,e(17)    f(22)    g(31)   ,a(39)   ,h(48)     c(53)
G-Dur:     c(0)    d(9)    ,e(17) ,fis(26)    g(31)    a(40)   ,h(48)     c(53)
D-Dur:  ,cis(4)    d(9)     e(18) ,fis(26)    g(31)    a(40)   ,h(48)  ,cis(57)
A-Dur:  ,cis(4)    d(9)     e(18) ,fis(26) ,gis(35)    a(40)    h(49)  ,cis(57)
E-Dur:  ,cis(4) ,dis(13)    e(18)  fis(27) ,gis(35)    a(40)    h(49)  ,cis(57)
H-Dur:   cis(5) ,dis(13)    e(18)  fis(27) ,gis(35) ,ais(44)    h(49)   cis(58)
Fis-Dur: cis(5) ,dis(13) ,eis(22)  fis(27)  gis(36) ,ais(44)    h(49)   cis(58)
Cis-Dur: cis(5)  dis(14) ,eis(22)  fis(27)  gis(36) ,ais(44) ,his(53)   cis(58)
```

```
C-Dur:     c(0)     d(9)   ,e(17)    f(22)    g(31)   ,a(39)   ,h(48)     c(53)
F-Dur:     c(0)    ,d(8)   ,e(17)    f(22)    g(31)   ,a(39)    b(44)     c(53)
B-Dur:     c(0)    ,d(8)    es(13)   f(22)   ,g(30)   ,a(39)    b(44)     c(53)
Es-dur:   ,c(52)   ,d(8)    es(13)   f(22)   ,g(30)   as(35)    b(44)    ,c(52)
As-dur:   ,c(52)    des(4)  es(13)  ,f(21)   ,g(30)   as(35)    b(44)    ,c(52)
Des-dur:  ,c(52)    des(4)  es(13)  ,f(21)  ges(26)   as(35)   ,b(43)    ,c(52)
Ges-dur: ces(48)    des(4) ,es(12)  ,f(21)  ges(26)   as(35)   ,b(43)   ces(48)
Ces-dur: ces(48)    des(4) ,es(12) fes(17)  ges(26)  ,as(34)   ,b(43)   ces(48)
```

Hermann von Helmholtz schreibt in seiner Lehre von den Tonempfindungen folgendes:
„Will man eine Scala in fast genauer natürlicher Stimmung herstellen, welche unbegrenzt fortzumodulieren gestattet, … so lässt sich dies durch die schon von Mercator vorgeschlagene Teilung der Octave in 53 gleich große Intervalle erreichen.“

### Die 53-Skala
| Stufe | Abstand von c in Cent | reine Stimmung in Cent     |
| ----- | --------------------- | -------------------------- |
| 00    | 0                     | c=0 ,his=2                 |
| 01    | 23                    | 'c=22 his=23               |
| 02    | 45                    | ,,,cis=49                  |
| 03    | 68                    | ,,cis=71                   |
| 04    | 91                    | des=90 ,cis=92             |
| 05    | 113                   | ’des=112 cis=114           |
| 06    | 136                   | ’’des=133                  |
| 07    | 158                   | ,,d=161                    |
| 08    | 181                   | ,d=182 ,,cisis=184         |
| 09    | 204                   | 'eses=202 d=204 ,cisis=206 |
| 10    | 226                   | 'd=225 cisis=227           |
| 11    | 249                   | ,,,dis=253                 |
| 12    | 272                   | ,es=273 ,,dis=275          |
| 13    | 294                   | es=294 ,dis=296            |
| 14    | 317                   | ’es=316 dis=318            |
| 15    | 340                   | ’’es=337                   |
| 16    | 362                   | ,,e=365                    |
| 17    | 385                   | fes=384 ,e=386             |
| 18    | 408                   | ’fes=406 e=408             |
| 19    | 430                   | 'e=429                     |
| 20    | 453                   | ,,,eis=257 '''fes=449      |
| 21    | 475                   | ,f=477 ,,eis=478           |
| 22    | 498                   | f=498 ,eis=500             |
| 23    | 521                   | 'f=520 eis=522             |
| 24    | 543                   | ,,,fis=547                 |
| 25    | 566                   | ,,fis=569                  |
| 26    | 589                   | ges=588 ,fis=590           |
| 27    | 611                   | ’ges=610 fis=612           |
| 28    | 634                   | "ges=631                   |
| 29    | 657                   | ,,g=659                    |
| 30    | 679                   | ,g=680 ,,fisis=682         |
| 31    | 702                   | g=702 ,fisis=704           |
| 32    | 725                   | 'g=723 fisis=725           |
| 33    | 747                   | ,,,gis=751                 |
| 34    | 770                   | ,as=771 ,,gis=772          |
| 35    | 792                   | as=792 ,gis=794            |
| 36    | 815                   | ’as=814 gis=816            |
| 37    | 838                   | "as =835                   |
| 38    | 860                   | ,,a=863                    |
| 39    | 883                   | ,a=884 ,,gisis=886         |
| 40    | 906                   | 'heses=904 a=906           |
| 41    | 928                   | 'a=927 gisis=929           |
| 42    | 951                   | ,,,ais=955                 |
| 43    | 974                   | ,b=975 ,,ais=977           |
| 44    | 996                   | b=996 ,ais=998             |
| 45    | 1019                  | ’b=1018 ais=1020           |
| 46    | 1042                  | "b=1039                    |
| 47    | 1064                  | ,,h=1067                   |
| 48    | 1087                  | ces=1086 ,h=1088           |
| 49    | 1109                  | ’ces=1108 h=1110           |
| 50    | 1132                  | 'h=1131                    |
| 51    | 1155                  | ,,c=1157                   |
| 52    | 1177                  | ,c=1178 ,,his1180          |
| 53    | 1200                  | c=1200                     |

### Intervalltabelle mit Vergleich mit der reinen Stimmung
| Intervall         | Größe in Cent | Stufe im 53-System | Größe in Cent | Unterschied genau |
| ----------------- | ------------- | ------------------ | ------------- | ----------------- |
| diat. Halbton     | 111,731       | 05                 | 113,208       | −1,476            |
| kleiner Ganzton   | 182,404       | 08                 | 181,132       | +1,272            |
| großer Ganzton    | 203,910       | 09                 | 203,774       | +0,136            |
| kleine Terz       | 316           | 14                 | 317           | −1,34             |
| große Terz        | 386           | 17                 | 385           | +1,40             |
| Quarte            | 498           | 22                 | 498           | −0,07             |
| Tritonus          | 590           | 26                 | 589           | +0,07             |
| Quinte            | 702           | 31                 | 702           | −1,41             |
| kleine Sext       | 814           | 36                 | 815           | −1,01             |
| große Sext        | 884           | 39                 | 883           | +1,34             |
| Kleine Septime I  | 996           | 44                 | 996           | −0,14             |
| Kleine Septime II | 1018          | 45                 | 1019          | −1,27             |
| große Septime     | 1088          | 48                 | 1087          | +1,47             |
| Oktave            | 1200          | 53                 | 1200          | 0,00              |

Man sieht hier: Alle Töne des Quintenzirkels werden mit einer Toleranz von einem Schisma erreicht. Um das Schisma von 1,95 Cent unterscheiden sich die Töne c und ,his / des und ,cis / 'es und dis usw. (Siehe dritte Spalte in der ersten Tabelle mit je zwei Tönen).

### Stimmungen, dargestellt innerhalb der 53-Mercatorskala
Der Darstellung der verschiedenen Stimmungen mit der Größe als Vielfache von k ist besonders übersichtlich.
k=1200:53 = 22,642 Cent. Die jeweilige (gerundete Darstellung) hat eine Genauigkeit von 1 Cent.
Intervallgröße
| Intervall | pythagoreisch | rein | mitteltönig |
| --------- | ------------- | ---- | ----------- |
| c-d       | 9k            | 9k   | 81/2k       |
| d-e       | 9k            | 8k   | 81/2k       |
| e-f       | 4k            | 5k   | 51/4k       |
| f-g       | 9k            | 9k   | 81/2k       |
| g-a       | 9k            | 8k   | 81/2k       |
| a-h       | 9k            | 9k   | 81/2k       |
| h-c       | 4k            | 5k   | 51/4k       |

## Die 53-stufige Skala in reiner Stimmung nach Tanaka
Tanaka Shōhei betrachtet in seiner Dissertation 1890 die folgende 53-Skala in reiner Stimmung. Er verwendet dabei die Eulerschreibweise (mit Unter- und Oberstrich statt Tief- und Hochkomma vor der Tonbezeichnung).
- Waagrechte Tonfolgen sind reine Quinten mit dem Frequenzverhältnis 3/2; zum Beispiel c g d …
- Tonfolgen schräg nach links unten sind reine Großterzen mit dem Frequenzverhältnis 5/4; zum Beispiel c 'as ''fes  …
- Tonfolgen schräg nach rechts unten sind reine Kleinterzen mit dem Frequenzverhältnis 6/5; zum Beispiel c 'es ''ges …

```
    ,,,fis ,,,cis  ,,,gis   ,,,dis  ,,,ais   ,,,eis ,,,his  ,,,fisis
     / \     / \     / \     / \     / \     / \     / \     / \
    /   \   /   \   /   \   /   \   /   \   /   \   /   \   /   \
   /     \ /     \ /     \ /     \ /     \ /     \ /     \ /     \
  ,,d    ,,a     ,,e     ,,h     ,,fis   ,,cis   ,,gis   ,,dis   ,,ais
   \     / \     / \     / \     / \     / \     / \     / \     / \
    \   /   \   /   \   /   \   /   \   /   \   /   \   /   \   /   \
     \ /     \ /     \ /     \ /     \ /     \ /     \ /     \ /     \
     ,f       ,c      ,g      ,d      ,a     ,e      ,h      ,fis     ,cis
       \     / \     / \     / \     / \     / \     / \     / \     / \
        \   /   \   /   \   /   \   /   \   /   \   /   \   /   \   /   \
         \ /     \ /     \ /     \ /     \ /     \ /     \ /     \ /     \
          as      es      b       f       c       g       d       a       e
           \     / \     / \     / \     / \     / \     / \     / \     / \
            \   /   \   /   \   /   \   /   \   /   \   /   \   /   \   /   \
             \ /     \ /     \ /     \ /     \ /     \ /     \ /     \ /     \
            'ces     'ges    'des    'as     'es     'b      'f      'c      'g
               \     / \     / \     / \     / \     / \     / \     / \     / \
                \   /   \   /   \   /   \   /   \   /   \   /   \   /   \   /   \
                 \ /     \ /     \ /     \ /     \ /     \ /     \ /     \ /     \
                ''eses   ''bb    ''fes   ''ces   ''ges   ''des   ''as    ''es    ''b

```

Erweitert man diese waagrechten und schrägen Tonfolgen, kann man auf den Tonvorrat der 53-Skala zurückgreifen, wenn man Töne - obgleich numerisch verschiedenartig - enharmonisch „schismatisch“ (±S) bzw. „kleismatisch“ (±K) verwechselt.
S: Schismatisch verwechselte Töne - zum Beispiel ,his-c oder h-'ces usw. unterscheiden sich um ein Schisma = Pythagoreisches Komma - Syntonisches Komma ≈ 2 Cent.
K: Kleismatisch verwechselte Töne - zum Beispiel '''des-,,,cisis oder '''fes-,,,eis oder c-,,,,,,hisis usw. unterscheiden sich um ein Kleisma = 2Oktaven - 6(kleineTerzen) - Quarte = 6Großterzen - 5Quinten + Oktave ≈ 8 Cent.
Zum Beispiel:
- In der Quintenfolge c g d a e h kann man h durch 'ces ersetzten mit einer Ungenauigkeit von einem Schisma.
- In der Großterzenfolge c 'as ''fes '''des kann man '''des ersetzten durch ,,,cis mit einer Ungenauigkeit von einem Kleisma.
- In der Kleinterzenfolge c 'es ''ges ''bb (Tanakas Schreibweise bb=heses) kann man das ''bb ersetzen durch ,,,,ais mit einer Ungenauigkeit von einem Kleisma.

Erläuterung zur Originaltabelle von Tanaka: Setzt man das Parallelogramm nach allen Seiten fort, so erhält man:
oben je einen Ton zusätzlich rechts und links in der Quintenreihe plus die Zeile darüber
```
  ,,,,dis  ,,,,ais ,,,,eis ,,,,his ,,,,fisis ,,,,cisis ,,,,gisis ,,,,disis ,,,,aisis ,,,,eisis
    /  \    / \    /  \     /  \    /  \     /  \       / \        /   \    /    \   /
   /    \  /   \  /    \   /    \  /    \   /    \     /   \      /     \  /      \ /
,,,h ,,,fis ,,,cis  ,,,gis     ,,,dis  ,,,ais   ,,,eis      ,,,his   ,,,fisis ,,,cisis

```

unten je einen Ton rechts und links in der Quintenreihe plus die Zeile darunter
```
       ''asas  ''eses   ''bb   ''fes   ''ces   'ges   ''des   ''as  ''es   ''b     ''f
        /  \      /\      / \    /  \     / \     / \    / \    / \   /  \   /  \    /  \
       /    \    /  \    /   \  /    \   /   \   /   \  /   \  /   \ /    \ /    \  /    \
'''feses '''ceses '''geses '''deses '''asas '''eses '''bb '''fes '''ces  '''ges '''des '''as

```

Die  enharmonischen Verwechslungen sind hierbei oben
,,,h=''b+K-S / ,,,cisis=,,d+S (K=Kleisma≈8 Cent, S=Schisma≈2 Cent)
,,,,dis=''eses+K / ,,,,ais=''heses+K / ,,,,eis=''fes+K / ,,,,his=''ces+K /,,,,fisis=''ges+K
,,,cisis=''des+K/ ,,,,gisis=''as+K/ ,,,,disis=''es+K/ ,,,,aisis=''b+K/ ,,,,eisis=,,,fis+S
und unten
''asas='g-S / ''f=,,,fis-K+S
'''feses=''es-S / '''ceses=''b-S / '''geses=,,,fis-K / '''deses=,,,cis-K / '''asas=,,,gis-K / '''eses=,,,dis-K
'bb=,,,ais-K / '''fes=,,,eis-K / '''ces=,,,his+K / '''ges=,,,fisis+K / '''des=,,d-K+S / '''as=,,a-K+S

„Wenn man sich damit begnügt, in den äußersten Modulationsfällen, d.h. wenn die Töne außerhalb der Grenzen eines Parallelogramms zur Anwendung gebracht werden, die beiden Verwechslungen wirklich eintreten zu lassen, so gestattet die 53stufige Leiter absolute Freiheit der Modulation nach allen Richtungen.“

## Die mitteltönige Stimmung in additiver Schreibweise
In der additiven Schreibweise für Intervalle, die seit Zarlino verwendet wird, sind die benachbarten Intervalle der reinen C-Dur-Tonleiter:
- c-d = 9 Teile, d-e = 8 Teile, e-f = 5 Teile, f-g = 9 Teile, g-a = 8 Teile, a-h = 9 Teile und h-c′ = 5 Teile.[14]

In dieser Einteilung sind die großen Terzen c-e = f-a = g-h = 17 Teile rein (Frequenzverhältnis 5/4), die Quinten F-c = c-g = e-h= g-d′ = a-e′ = 31 Teile rein (Frequenzverhältnis 3/2) und die Oktave c-c′ = 53 Teile rein (Frequenzverhältnis 2/1).
Wenn wir nun, um weitere Tonleitern spielen zu können, weitere Halbtöne dazwischen einfügen, kommt das System sofort durcheinander, da sich die Ganztöne (groß = 9 Teile, klein = 8 Teile) verändern. (Theoretisch entstehen die beiden verschiedenen Ganztöne durch Überlegungen in der Harmonik. In Melodien kann der Unterschied vernachlässigt werden.) Bei der mitteltönigen Stimmung werden diese beiden Ganztöne gemittelt.
Die C-Dur-Tonleiter lautet dann:
- c-d = 81/2 Teile, d-e = 81/2 Teile, e-f = 51/4 Teile, f-g = 81/2 Teile, g-a = 81/2 Teile, a-h = 81/2 Teile und h-c′ = 51/4 Teile.[15]

Bei dieser Einteilung sind die großen Terzen c-e, f-a und g-h rein, die Quinten F-c = c-g = g-d′ = d-a = a-e′ = e-h = 303/4 Teile groß (also 1/4 Teil kleiner als die reine Quinte).
Vier mitteltönige Quinten und die damit erhaltene reine Terz
| Geringen Schwebungen in den Quinten, aber keine Schwebung bei der reinen Terz. |

Bei der mitteltönigen Stimmung kann nun die C-Durtonleiter um weitere Halbtöne ohne Probleme ergänzt werden, oft folgendermaßen:
- cis-d = d-es = fis-g = gis-a = a-b = 53/4 Teile.

Wie hier die C-Dur-Tonleiter sind nun auch die Tonleitern in B-, F-, G-, D- und A-Dur aufgebaut.
Enharmonisch verwechselte Töne unterscheiden sich allerdings um 2 Teile, wie der folgenden Tabelle entnommen werden kann.

## Beschreibung der Tonstruktur hörpsychologisch ohne Akustik
Das Verständnis über Töne und Intervalle kann ohne physikalische Begriffe vermittelt werden.
Die ersten bekannten hörpsychologisch mathematischen Beschreibungen eines Tonsystems stammen von Aristoxenos.
Die Tonhöhe eines bestimmten Tones kann durch eine „Ur“-Stimmgabel ohne Angabe seiner Frequenz festgelegt und weitervermittelt werden (ähnlich wie die Einheit Meter durch das Urmeter festgelegt werden kann).
Ein Lehrer kann seinem Schüler „zeigen“, was ein Oktave, eine Quinte, eine große Terz usw. ist, ohne auf das Frequenzverhältnis der Schwingungen einzugehen.
Im Folgenden wird die zugrundeliegende Theorie erläutert.

### Beschreibung der Tonstruktur als Algebraische Struktur
Bei einer Tonstruktur hat man einerseits eine Menge von Tönen und andererseits eine Menge von Intervallen, für die die folgenden Regeln gelten:
Jedem Tonpaar {\displaystyle (x,y)} wird ein eindeutiges Intervall {\displaystyle i={\overrightarrow {xy}}} von {\displaystyle x} zu {\displaystyle y} zuordnet.
Ist umgekehrt der Grundton {\displaystyle x} und das Intervall {\displaystyle i} bekannt, so ist durch {\displaystyle i={\overrightarrow {xy}}} der Endton {\displaystyle y} eindeutig bestimmt.
Die Hintereinanderausführung von Intervallen definiert eine Addition:
Ist {\displaystyle i={\overrightarrow {xy}}} und {\displaystyle j={\overrightarrow {yz}}}, dann ist {\displaystyle i+j={\overrightarrow {xz}}}.
Intervalle kann man vergleichen: Wir schreiben {\displaystyle i<j}, wenn der Endton von {\displaystyle j} höher als der Endton von {\displaystyle i} bei gleichem Grundton ist.
Für Intervalle gilt auf der additiven musikalischen Ebene das alltägliche Rechnen mit Größen.
Mathematisch gesehen ist der Intervallraum eine archimedisch geordnete kommutative Gruppe. Dies ergibt sich rein hörpsychologisch aus der Erfahrung der musikalischen Praxis.
Zum Messen der Intervallgröße eignet sich als Maßeinheit die Oktave mit der Untereinheit Cent mit 1200 Cent = 1 Oktave.
Zum Beispiel sind 12 Quinten ungefähr so groß wie sieben Oktaven. Daraus folgt: 12 Quinten ≈ 7 Oktaven, also Quinte ≈ {\displaystyle {\frac {7}{12}}} Oktave = 700 Cent.

### Beispiel 1 (Oktave = 12 Halbtöne)
- Geht man 12 Quinten nach oben, so erhält man oktaviert (ungefähr) wieder den Ausgangston: 12 Quinten = 7 Oktaven. Folglich ergibt sich Quinte = 7⁄12 Oktave = 700 Cent. Entsprechend:
- Geht man drei große Terzen nach oben, so erhält man (ungefähr) eine Oktave. Also ist große Terz = 1⁄3 Oktave =400 Cent.[18] Hier kann man nun weiter rechnen:
- Kleine Terz = Quinte − große Terz = 1⁄4 Oktave =300 Cent und
- Halbton = Große Terz − kleine Terz = 1⁄12 Oktave =100 Cent.
- So kann man rein hörpsychologisch die Oktave (angenähert) in 12 Halbtöne teilen und jedes Intervall als Vielfaches von Halbtönen darstellen.[16]

### Beispiel 2 (Oktave = 53 Kommata)
Zu Zeiten Zarlinos (16. Jahrhundert) lehrte man in Musikschulen: Der große Ganzton hat eine Größe von 9 Teilen, der kleine Ganzton von 8 Teilen und der diatonische Halbton von 5 Teilen.
verminderte Terz B-Gis = 10 Teile
Hieraus folgt:
- Oktave = 1200 Cent = 3 große Ganztöne + 2 kleine Ganztöne + 2 diatonische Halbtöne = 53 Teile
- große Terz = großer Ganzton + kleiner Ganzton = 17 Teile = 385 Cent
- kleine Terz = großer Ganzton + diatonischer Halbton = 14 Teile = 317 Cent
- Quinte = große Terz + kleine Terz = 31 Teile = 702 Cent[19]

Mit dieser Einteilung ließen sich die Größenverhältnisse für die reine Intonation von Tonschritten einfach beschreiben.
- diatonischer Halbton = 5 Teile
- kleiner Ganzton = 8 Teile
- Großer Ganzton = 9 Teile
- verminderte Terz (siehe nebenstehendes Beispiel B - Gis = B-A (5Teile) + A-Gis (5 Teile) = 10 Teile

Diese Teilung der Oktave in 53 Teile kann aus zwei ganzzahligen Beziehungen für die drei Intervalle Ok =Oktave, Q=Quinte und gT=große Terz ohne Bezugnahme auf die Frequenzverhältnisse rein mathematisch hergeleitet werden. (Am Spinett bestätigt von Neumaier)
- 53 Q = 31 Ok (kein Unterschied zwischen Ausgangston und oktaviert nach 53 Quinten hörbar)
- 12 Q - 7Ok = 4Q - 2Ok -gT (kein Unterschied zwischen syntonischem Komma und pythagoreischem Komma hörbar). Umgeformt ergibt sich 8 Q = 5 Ok - gT. Musikalische interpretiert: kein Unterschied zwischen gis und 'as. (Der genaue Unterschied zwischen gis und 'as ist ein Schisma = 2 Cent.).

Dieses Gleichungssystem aufgelöst ergibt mit k = 1/53Ok:
- Ok = 53k
- Q = 31k
- gT = 17k[20]

Nun kann man weitere Intervalle definieren und als Vielfache von k darstellen: Zum Beispiel:
- Quarte = Ok - Q = 22k
- kleine Terz = Q - gT = 14k
- großer Ganzton = 2Q - Ok = 9k
- kleiner Ganzton = gT - großer Ganzton = 8k
- diatonischer Halbton = gT - kleine Terz = 5k

### Beispiel 3 (Das Quint Terz-System)
Axiom: Es gibt einen Homomorphismus f von der additiven Gruppe des Intervallraums mit den Intervallen Ok = Oktave, Q = Quinte und gT = große Terz in die multiplikative Gruppe der reellen Zahlen, für die gilt:
- f(Ok) = 2
- f(Q) = 3/2 und
- f(gT) = 5/4

Homomorphismus besagt: f(i1 +i2) = f(i1)•f(i2) und f(r•i) = f(i)r für Intervalle i1, i2 und i sowie für eine reelle Zahl r.
Für die Berechnung von r und s für Q=r•Ok und gT = s•Ok folgt mit der Untereinheit Ok = 1200 Cent:
- f(r•Ok) = 2r = 3/2 also Q = log2(3/2)Ok = 701,955 Cent
- f(s•Ok) = 2s = 5/4 also gT = log2(5/4)Ok = 386,314 Cent.

## Beispiele ausführlich

### Intervalle der gleichstufigen Stimmung

Die 12-stufige Tastatur

| Frequenzverhältnis                    | Intervallgröße in Cent | Intervallbezeichnung         |
| ------------------------------------- | ---------------------- | ---------------------------- |
| 1                                     | 0                      | Prim                         |
| {\displaystyle {\sqrt[{12}]{2^{1}}}}  | 100                    | gleichstufiger Halbton       |
| {\displaystyle {\sqrt[{12}]{2^{2}}}}  | 200                    | gleichstufiger Ganzton       |
| {\displaystyle {\sqrt[{12}]{2^{3}}}}  | 300                    | gleichstufige kleine Terz    |
| {\displaystyle {\sqrt[{12}]{2^{4}}}}  | 400                    | gleichstufige große Terz     |
| {\displaystyle {\sqrt[{12}]{2^{5}}}}  | 500                    | gleichstufige Quarte         |
| {\displaystyle {\sqrt[{12}]{2^{6}}}}  | 600                    | gleichstufiger Tritonus      |
| {\displaystyle {\sqrt[{12}]{2^{7}}}}  | 700                    | gleichstufige Quinte         |
| {\displaystyle {\sqrt[{12}]{2^{8}}}}  | 800                    | gleichstufige kleine Sexte   |
| {\displaystyle {\sqrt[{12}]{2^{9}}}}  | 900                    | gleichstufige große Sexte    |
| {\displaystyle {\sqrt[{12}]{2^{10}}}} | 1000                   | gleichstufige kleine Septime |
| {\displaystyle {\sqrt[{12}]{2^{11}}}} | 1100                   | gleichstufige große Septime  |
| 2                                     | 1200                   | Oktave                       |

### Intervalle der pythagoreischen Stimmung

Um 1270 gab es Instrumente mit 12-stufigen Tastaturen. Auf diesen musste man sich entscheiden, wie die schwarzen Tasten gestimmt wurden. Entweder als Des oder als Cis, als Dis oder Es u. s. w.

Die folgende Tabelle gibt eine Übersicht über Intervalle, die bei der pythagoreischen Stimmung auftreten können. Berechnet wurde jedes der Intervalle: C-Cis, C-Des*, C-D, C-Dis*, C-Es, C-E, …, Cis-Dis*, Cis-Es, Cis-E, Cis-F, Cis-Fis, …, Des*-Es, Des*-E, …, D-Dis*, D-Es, D-E, … Die Intervalle wurden dann der Größe in Cent nach geordnet. Bei gleichen Intervallen wurde nur ein Repräsentant ausgewählt.
Bei der pythagoreischen Stimmung sind die Quinten der Folge Ges*-Des*-As*-Es-B-F-C-G-D-A-E-H-Fis-Cis-Gis-Dis*-Ais* rein (Frequenzverhältnis 3:2).
Hinweis: Die Töne Ges*, Des*, As*, Dis* und Ais* sind auf einer 12-stufigen Skala nicht vorhanden. Sie unterscheiden sich von ihren enharmonisch Verwechselten um das pythagoreische Komma.
Jedes Intervall ist eindeutig als Summe der zwei Grundintervalle Oktave und Quinte darstellbar.
- Ok = Oktave (Frequenzverhältnis 2:1)
- Q = Quinte (Frequenzverhältnis 3:2).

| Intervall | von C aus bis | Frequenzverhältnis | in Cent  | Berechnung  | Intervallbezeichnung                                                        |
| --------- | ------------- | ------------------ | -------- | ----------- | --------------------------------------------------------------------------- |
| Cis-Des*  | Deses         | 524288/531441      | −23,460  | −12Q + 7Ok  | pythagoreische verminderte Sekunde = −Pythagoreisches Komma                 |
| E-F       | Des           | 256/243            | 90,225   | −5Q + 3Ok   | pythagoreisches Limma = pythagoreische kleine Sekunde                       |
| C-Cis     | Cis           | 2187/2048          | 113,685  | 7Q − 4Ok    | pythagoreische Apotome = pythagoreische übermäßige Prim                     |
| Cis-Es    | Eses          | 65536/59049        | 180,450  | −10Q + 6Ok  | pythagoreische verminderte Terz                                             |
| C-D       | D             | 9/8                | 203,910  | 2Q − Ok     | großer Ganzton = pythagoreische Sekunde                                     |
| Des*-Dis* | Cisis         | 4782969/4194304    | 227,370  | 14Q − 8Ok   | pythagoreische doppelt übermäßige Prim                                      |
| Dis*-Ges* | Feses         | 16777216/14348907  | 270,675  | −15Q + 9Ok  | pythagoreische doppelt verminderte Quarte                                   |
| D-F       | Es            | 32/27              | 294,135  | −3Q + 2Ok   | pythagoreische kleine Terz                                                  |
| Es-Fis    | Dis           | 19683/16384        | 317,595  | 9Q − 5Ok    | pythagoreische übermäßige Sekunde                                           |
| Cis-F     | Fes           | 8192/6561          | 384,360  | −8Q + 5Ok   | pythagoreische verminderte Quarte                                           |
| C-E       | E             | 81/64              | 407,820  | 4Q − 2Ok    | pythagoreische große Terz = Ditonos                                         |
| Ges*-Ais* | Disis         | 43046721/33554432  | 431,280  | 16Q − 9Ok   | pythagoreische doppelt übermäßige Sekunde                                   |
| Cis-Ges*  | Geses         | 2097152/1594323    | 474,585  | −13Q + 8Ok  | pythagoreische doppeltverminderte Quinte                                    |
| C-F       | F             | 4/3                | 498,045  | −Q + Ok     | Quarte                                                                      |
| Es-Gis    | Eis           | 177147/131072      | 521,505  | 11Q − 6Ok   | pythagoreische übermäßige Terz                                              |
| E-B       | Ges           | 1024/729           | 588,270  | −6Q + 4Ok   | pythagoreische verminderte Quinte                                           |
| C-Fis     | Fis           | 729/512            | 611,730  | 6Q − 3Ok    | pythagoreische übermäßige Quarte = pythagoreischer Tritonus                 |
| Gis-es    | Asas          | 262144/177147      | 678,495  | −11Q + 7Ok  | pythagoreische verminderte Sexte                                            |
| C-G       | G             | 3/2                | 701,955  | Q           | Quinte                                                                      |
| Es-Ais*   | Fisis         | 1594323/1048576    | 725,415  | 13Q − 7Ok   | pythagoreische doppelt übermäßige Quarte                                    |
| Ais*-ges* | Heseses       | 67108864/43046721  | 768,720  | −16Q + 10Ok | pythagoreische doppelt verminderte Septime                                  |
| E-c       | As            | 128/81             | 792,180  | −4Q + 3Ok   | pythagoreische kleine Sext                                                  |
| C-Gis     | Gis           | 6561/4096          | 815,640  | 8Q − 4Ok    | pythagoreische übermäßige Quinte                                            |
| Cis-B     | Heses         | 32768/19683        | 882,405  | −9Q + 6Ok   | pythagoreische verminderte Septime                                          |
| C-A       | A             | 27/16              | 905,865  | 3Q − Ok     | pythagoreische große Sexte                                                  |
| Des*-Ais* | Gisis         | 14348907/8388608   | 929,325  | 15Q − 8Ok   | pythagoreische doppelt übermäßige Quinte                                    |
| Dis*-des* | ceses         | 8388608/4782969    | 972,630  | −14Q + 9Ok  | pythagoreische doppelt verminderte Oktave                                   |
| C-B       | B             | 16/9               | 996,090  | −2Q + 2Ok   | pythagoreische kleine Septime                                               |
| Es-cis    | Ais           | 59049/32768        | 1019,550 | 10Q − 5Ok   | pythagoreische übermäßige Sexte                                             |
| Cis-c     | ces           | 4096/2187          | 1086,315 | −7Q + 5Ok   | pythagoreische verminderte Oktave                                           |
| C-H       | H             | 243/128            | 1109,775 | 5Q − 2Ok    | pythagoreische große Septime                                                |
| Cis-des*  | deses         | 1048576/531441     | 1176,540 | −12Q + 8Ok  | pythagoreische verminderte None (= Ok − pythagoreische verminderte Sekunde) |
| C-c       | c             | 2/1                | 1200     | Ok          | Oktave                                                                      |

### Intervalle der ¼-Komma-mitteltönigen Stimmung

Mitteltönige Tastatur

Die folgende Tabelle gibt eine Übersicht über Intervalle, die bei der mitteltönigen Stimmung auftreten können. Berechnet wurde jedes der Intervall: (C)-(Cis), (C)-(Des*), (C)-(D), (C)-(Dis*), (C)-(Es), (C)-(E), …, (Cis)-(Dis*), (Cis)-(Es), (Cis)-(E), (Cis)-(F), (Cis)-(Fis), …, (Des*)-(Es), (Des*)-(E), …, (D)-(Dis*), (D)-(Es), (D)-(E), … Die Intervalle wurden dann der Größe (in Cent) nach geordnet. Bei gleichen Intervallen wurde nur ein Repräsentant ausgewählt.
Bei der ¼-Komma-mitteltönigen Stimmung sind die Quinten der Folge (Ges*)-(Des*)-(As*)-(Es)-(B)-(F)-(C)-(G)-(D)-(A)-(E)-(H)-(Fis)-(Cis)-(Gis)-(Dis*)-(Ais*) um ein Viertel des syntonischen Kommas (Frequenzverhältnis 81:80) kleiner (oder enger) als die reine Quinte gestimmt. Diese Quinten haben also das Frequenzverhältnis
{\displaystyle w={\frac {3}{2}}\cdot {\sqrt[{4}]{\frac {80}{81}}}={\sqrt[{4}]{5}}.}
Hinweis: Die Töne (Ges*), (Des*), (As*), (Dis*) und (Ais*) sind auf einer 12-stufigen Skala nicht vorhanden. Sie unterscheiden sich von ihren enharmonisch Verwechselten um die kleine Diësis (41 Cent). Intervalle der Form zum Beispiel (Cis)-(Des*) vermitteln jedoch einen Eindruck, welche Unreinheiten bei enharmonischen Verwechslungen auftreten.
Das Frequenzverhältnis in der dritten Spalte ist häufig algebraisch-irrational. Hier bedeutet
{\displaystyle w={\sqrt[{4}]{5}},\ w^{2}={\sqrt[{4}]{5^{2}}}{\text{ und }}w^{3}={\sqrt[{4}]{5^{3}}}.}
Jedes Intervall ist eindeutig als Summe der zwei Grundintervalle des Mitteltönig-Quinten-Systems darstellbar.
- Ok = Oktave
- Qm = mitteltönige Quinte.

Die Große Terz T = (C) − (E) ist hier darstellbar als T = 4Qm − 2Ok.
Die jeweilige Berechnung erscheint in der 4. Spalte.
| Intervall     | von C aus bis | Frequenzverhältnis | in Cent  | Berechnung                   | Intervallbezeichnung                                 |
| ------------- | ------------- | ------------------ | -------- | ---------------------------- | ---------------------------------------------------- |
| (Cis)-(Des*)  | (Deses)       | 128:125            | 41,059   | −12Qm + 7Ok = −3T + Ok       | (größere) verminderte Sekunde = kleine Diësis        |
| (C)-(Cis)     | (Cis)         | (5:16)w3           | 76,049   | 7Qm − 4Ok = 2T − Qm          | chromatischer mitteltöniger Halbton                  |
| (E)-(F)       | (Des)         | (8:25)w3           | 117,108  | −5Qm + 3Ok = −T − Qm + Ok    | diatonischer mitteltöniger Halbton                   |
| (Des*)-(Dis*) | (Cisis)       | (125:256)w2        | 152,098  | 14Qm − 8Ok = 4T − 2Qm        | mitteltönige doppelt übermäßige Prim                 |
| (C)-(D)       | (D)           | (1:2)w2            | 193,157  | 2Qm − Ok                     | mitteltöniger Ganzton                                |
| (Cis)-(Es)    | (Eses)        | (64:125)w2         | 234,216  | −10Qm + 6Ok = −3T + 2Qm      | mitteltönig verminderte Terz                         |
| (Es)-(Fis)    | (Dis)         | (25:32)w           | 269,206  | 9Qm − 5Ok = 2T + Qm − Ok     | mitteltönige übermäßige Sekunde                      |
| (D)-(F)       | (Es)          | (4:5)w             | 310,265  | −3Qm + 2Ok = −T + Qm         | mitteltönige kleine Terz                             |
| (Ges*)-(Ais*) | (Disis)       | 625:512            | 345,255  | 16Qm − 9Ok = 4T − Ok         | mitteltönig doppelt übermäßige Sekunde               |
| (Dis*)-(Ges*) | (Feses)       | (512:625)w         | 351,324  | −15Qm + 9Ok = −4T + Qm + Ok  | mitteltönig doppelt verminderte Quarte               |
| (C)-(E)       | (E)           | 5:4                | 386,314  | 4Qm − 2Ok = T                | große Terz                                           |
| (Cis)-(F)     | (Fes)         | 32:25              | 427,373  | −8Qm + 5Ok = −2T + Ok        | verminderte Quarte                                   |
| (Es)-(Gis)    | (Eis)         | (25:64)w3          | 462,363  | 11Qm − 6Ok = 3T − Qm         | mitteltönig übermäßige Terz                          |
| (C)-(F)       | (F)           | (2:5)w3            | 503,422  | −Qm + Ok                     | mitteltönige Quarte                                  |
| (Cis)-(Ges*)  | (Geses)       | (256:625)w3        | 544,480  | −13Qm + 8Ok = −3T − Qm + 2Ok | mitteltönig doppelt verminderte Quinte               |
| (F)-(H)       | (Fis)         | (5:8)w2            | 579,471  | 6Qm − 3Ok = T + 2Qm − Ok     | mitteltönige übermäßige Quarte, mitteltönig Tritonus |
| (Cis)-(G)     | (Ges)         | (16:25)w2          | 620,529  | −6Qm + 4Ok = −2T + 2Qm       | mitteltönige verminderte Quinte                      |
| (Des*)-(Gis)  | (Fisis)       | (125:128)w         | 655,520  | 13Qm − 7Ok = 3T + Qm − Ok    | mitteltönig doppelt übermäßige Quart                 |
| (C)-(G)       | (G)           | w                  | 696,578  | Qm                           | mitteltönige Quinte                                  |
| (Gis)-(es)    | (Asas)        | (128:125)w         | 737,637  | −11Qm + 7Ok = −3T + Qm + Ok  | mitteltönig verminderte Sexte                        |
| (C)-(Gis)     | (Gis)         | 25:16              | 772,627  | 8Qm − 4Ok = 2T               | kleine übermäßige Quinte, Doppelterz                 |
| (E)-(c)       | (As)          | 8:5                | 813,686  | −4Qm + 3Ok = −T + Ok         | kleine Sexte                                         |
| (Des*)-(Ais*) | (Gisis)       | (125:256)w3        | 848,676  | 15Qm − 8Ok = 4T − Qm         | mitteltönig doppelt übermäßige Quinte                |
| (Ais*)-(ges*) | (Beses)       | 1024:625           | 854,745  | −16Qm + 10Ok = 4T + 2Ok      | mitteltönige doppelt verminderte Septime             |
| (C)-(A)       | (A)           | (1:2)w3            | 889,735  | 3Qm − Ok = T − Qm + Ok       | mitteltönige große Sexte                             |
| (Cis)-(B)     | (Bes)         | (64:125)w3         | 930,794  | −9Qm + 6Ok = −2T − Qm + 2Ok  | mitteltönig verminderte Septime                      |
| (Es)-(cis)    | (Ais)         | (25:32)w2          | 965,784  | 10Qm − 5Ok = 2T + 2Qm − Ok   | mitteltönige übermäßige Sexte                        |
| (D)-(c)       | (B)           | (4:5)w2            | 1006,843 | −2Qm + 2Ok                   | mitteltönige kleine Septime                          |
| (Gis)-(ges*)  | (ceses)       | (512:625)w2        | 1047,902 | −14Qm + 9Ok = −4T + 2Qm + Ok | mitteltönig doppelt verminderte Oktave               |
| (C)-(H)       | (H)           | (5:4)w             | 1082,892 | 5Qm − 2Ok = T + Qm           | mitteltönige große Septime                           |
| (Cis)-(c)     | (ces)         | (32:25)w           | 1123,951 | −7Qm + 5Ok = −2T + Qm + Ok   | mitteltönig verminderte Oktave                       |
| (Es)-(dis*)   | (his)         | 125:64             | 1158,941 | 12Qm − 6Ok = 3T              | übermäßige Septime                                   |
| (C)-(c)       | (c)           | 2:1                | 1200     | Ok                           | Oktave                                               |

### Intervalle der reinen Stimmung
Die folgende Tabelle gibt eine Übersicht über Intervalle, die bei der reinen Stimmung auftreten können. Ausgehend von der chromatischen Tonleiter C ’Des D ’Es,E F,Fis G ’As,A ’B,H C wird berechnet jedes der Intervalle: C-,Cis / C-’Des / C-D / C-,,Dis / C-’Es / C-,E / … / ,Cis-,,Dis /,Cis-’Es /,Cis-,E /,Cis-F /,Cis-,Fis / … / D-,,Dis / D-’Es / D-,E / … (Bezeichnungen siehe Eulersches Tonnetz: »Tiefkomma x« mit der Bezeichnung »,x« bedeutet »,x« ist ein syntonisches Komma tiefer als »x«. »Hochkomma x« mit der Bezeichnung »’x« ist ein syntonisches Komma höher als »x«. Die reine C-Dur-Tonleiter schreibt sich als »C D ,E F G ,A ,H c«. Die reine c-Moll-Tonleiter schreibt sich als »C D ’Es F G ’As ’B c«). Die Intervalle wurden dann der Größe nach (in Cent) geordnet. Bei gleichen Intervallen wurde nur ein Repräsentant ausgewählt.
Intervallreferenz ist C-Dur und c-Moll mit den reinen Akkorden C-,E-G / C-’Es-G / F-,A-c / F-’As-c / G-,H-D und G-’B-d / ergänzt um weitere Zwischentöne mit den diatonischen Halbtonschritten (Frequenzverhältnis 16/15) C-’Des /,Cis-D / ,,Dis-,E / F-’Ges /,Fis-G / ,,Gis-,A und ,,Ais-,H.
Jedes Intervall ist eindeutig als Summe der drei Grundintervalle des Quint-Terz-Systems darstellbar.
- Ok = Oktave
- Q = Quinte und
- T = große Terz.

Die jeweilige Berechnung erscheint in der 5. Spalte.
| Intervall  | von C aus bis | Frequenzverhältnis | in Cent  | Berechnung     | Intervallbezeichnung                                                      |
| ---------- | ------------- | ------------------ | -------- | -------------- | ------------------------------------------------------------------------- |
| Des-,Cis   | ,His          | 32805:32768        | 1,954    | T + 8Q − 5Ok   | kleine übermäßige Septime − Oktave, Schisma                               |
| ,Cis-’Des  | ’’Deses       | 2048:2025          | 19,553   | −2T − 4Q + 3Ok | (kleinere) verminderte Sekunde, Diaschisma                                |
| ,,Dis-’Es  | ’’’Deses      | 128:125            | 41,059   | −3T + Ok       | (größere) verminderte Sekunde, kleine Diësis                              |
| D-,,Dis    | ,,Cis         | 25:24              | 70,672   | 2T − Q         | (kleinere) übermäßige Prim, kleiner chromatischer Halbton, kleines Chroma |
| C-,Cis     | ,Cis          | 135:128            | 92,179   | T + 3Q − 2Ok   | (größere) übermäßige Prim, großer chromatischer Halbton, großes Chroma    |
| ,E-F       | ’Des          | 16:15              | 111,731  | −T − Q + Ok    | kleine Sekunde, diatonischer Halbton                                      |
| ,A-’B      | ’’Des         | 27:25              | 133,238  | −2T + 3Q − Ok  | (größere) kleine Sekunde, großes Limma,                                   |
| ’Des-,,Dis | ,,,Cisis      | 1125:1024          | 162,851  | 3T + 2Q − 2Ok  | doppelt übermäßige Prim                                                   |
| D-,E       | ,D            | 10:9               | 182,404  | T − 2Q + Ok    | kleiner Ganzton (kleinere Große Sekunde)                                  |
| C-D        | D             | 9:8                | 203,910  | 2Q − Ok        | großer Ganzton = pythagoreischer Ganzton (größere große Sekunde)          |
| ,E-’Ges    | ’’Eses        | 256:225            | 223,463  | −2T − 2Q + 2Ok | (kleinere) verminderte Terz                                               |
| ,,Gis-’B   | ’’’Eses       | 144:125            | 244,969  | −3T + 2Q       | (größere) verminderte Terz                                                |
| C-,,Dis    | ,,Dis         | 75:64              | 274,582  | 2T + Q − Ok    | übermäßige Sekunde                                                        |
| D-F        | Es            | 32:27              | 294,135  | −3Q + 2Ok      | pythagoreische kleine Terz (unreine kleine Terz der II. Stufe)            |
| C-’Es      | ’Es           | 6:5                | 315,641  | −T + Q         | kleine Terz                                                               |
| ,,Dis-’Ges | ’’’Feses      | 4096:3375          | 335,194  | −3T − 3Q + 3Ok | doppelt verminderte Quarte                                                |
| ’Ges-,,Ais | ,,,Disis      | 10125:8192         | 366,761  | 3T + 4Q − 3Ok  | doppelt übermäßige Sekunde                                                |
| C-,E       | ,E            | 5:4                | 386,314  | T              | große Terz                                                                |
| D-’Ges     | ’Fes          | 512:405            | 405,866  | −T − 4Q + 3Ok  | (kleinere) verminderte Quarte                                             |
| ,A-,cis    | E             | 81:64              | 407,820  | 4Q − 2Ok       | pythagoreisch große Terz = Ditonos                                        |
| ,E-’As     | ’’Fes         | 32:25              | 427,373  | −2T + Ok       | verminderte Quarte                                                        |
| ’Es-,,Gis  | ,,,Eis        | 125:96             | 456,986  | 3T − Q         | (kleinere) übermäßige Terz                                                |
| F-,,Ais    | ,,Eis         | 675:512            | 478,492  | 2T + 3Q − 2Ok  | (größere) übermäßige Terz                                                 |
| C-F        | F             | 4:3                | 498,045  | −Q + Ok        | Quarte                                                                    |
| ,Cis-’Ges  | ’’Geses       | 8192:6075          | 517,598  | −2T − 5Q + 4Ok | doppelt verminderte Quinte                                                |
| ,A-d       | ’F            | 27:20              | 519,551  | −T + 3Q − Ok   | unreine Quarte (In C-Dur II. Stufe a-d)                                   |
| ,,Dis-’As  | ’’’Geses      | 512:375            | 539,104  | −3T − Q + 2Ok  | doppelt verminderte Quinte                                                |
| D-,,Gis    | ,,Fis         | 25:18              | 568,717  | 2T − 2Q + Ok   | (kleinere) übermäßige Quarte                                              |
| ’Ges-,cis  | ,,Fisis       | 6075:4096          | 682,402  | 2T + 5Q − 3Ok  | doppelt verminderte Quarte                                                |
| C-,Fis     | ,Fis          | 45:32              | 590,224  | T + 2Q − Ok    | Tritonus, übermäßige Quarte                                               |
| ,Fis-c     | ’Ges          | 64:45              | 609,776  | −T − 2Q + 2Ok  | (kleinere) verminderte Quinte                                             |
| ,A-’es     | ’’Ges         | 36:25              | 631,283  | −2T + 2Q       | (größere) verminderte Quinte                                              |
| ’Es-,,Ais  | ,,,Fisis      | 375:256            | 660,896  | 3T + Q − Ok    | doppelt übermäßige Quarte                                                 |
| D-,A       | ,G            | 40:27              | 680,449  | T − 3Q + 2Ok   | unreine Quinte (In C-Dur d-a des Akkords der II.Stufe)                    |
| C-G        | G             | 3:2                | 701,955  | Q              | Quinte                                                                    |
| ,H-’ges    | ’’Asas        | 1024:675           | 721,508  | −2T − 3Q + 3Ok | (kleinere) verminderte Sexte                                              |
| ,,Dis-’B   | ’’’Asas       | 192:125            | 743,014  | −3T + Q + Ok   | (größere) verminderte Sexte                                               |
| C-,,Gis    | ,,Gis         | 25:16              | 772,627  | 2T             | kleine übermäßige Quinte, Doppelterz                                      |
| ,Cis-,A    | As            | 128:81             | 792,180  | −4Q + 3Ok      | pythagoreische kleine Sexte                                               |
| F-,cis     | ,Gis          | 405:256            | 794,134  | T + 4Q − 2Ok   | (größere) übermäßige Quinte                                               |
| ,E-c       | ’As           | 8:5                | 813,686  | −T + Ok        | kleine Sexte                                                              |
| ,,Ais-’ges | ’’’Beses      | 16384:10125        | 833,239  | −3T − 4Q + 4Ok | doppelt verminderte Septime                                               |
| ’Des-,,Ais | ,,,Gisis      | 3375:2048          | 864,806  | 3T + 3Q − 2Ok  | doppelt übermäßige Quinte                                                 |
| C-,A       | ,A            | 5:3                | 884,359  | T − Q + Ok     | große Sexte                                                               |
| F-d        | A             | 27:16              | 905,865  | 3Q − Ok        | pyth. große Sexte (im II. Akkord)                                         |
| ,E-’des    | ’’Bes         | 128:75             | 925,418  | −2T − Q + 2Ok  | (größere) verminderte Septime                                             |
| ’B-,,gis   | ,,,Ais        | 125:72             | 955,031  | 3T − 2Q + Ok   | (kleinere) übermäßige Sexte                                               |
| C-,,Ais    | ,,Ais         | 225:128            | 976,537  | 2T + 2Q − Ok   | (größere) übermäßige Sexte                                                |
| D-c        | B             | 16:9               | 996,090  | −2Q + 2Ok      | kleinere kleine Septime (= Oktave − großer Ganzton)                       |
| C-’B       | ’B            | 9:5                | 1017,596 | −T + 2Q        | größere kleine Septime (= Oktave − kleiner Ganzton)                       |
| ,,Dis-’des | ’’’ceses      | 2048:1125          | 1037,149 | −3T − 2Q + 3Ok | doppelt verminderte Oktave                                                |
| ’B-,,ais   | ,,,his        | 125:64             | 1158,941 | 3T             | übermäßige Septime                                                        |
| ’B-,a      | ,,H           | 50:27              | 1066,762 | 2T − 3Q + 2Ok  | (kleinere) große Septime                                                  |
| C-,H       | ,H            | 15:8               | 1088,269 | T + Q          | große Septime                                                             |
| ,Cis-c     | ’ces          | 256:135            | 1107,821 | −T − 3Q + 3Ok  | (kleinere) verm. Oktave                                                   |
| ,,Dis-d    | ’’ces         | 48:25              | 1129,328 | −2T + Q + Ok   | (größere) verminderte Oktave                                              |
| ’Des-,cis  | ,,his         | 2025:1024          | 1180,447 | 2T + 4Q − 2Ok  | (größere) überm. Septime                                                  |
| C-c        | c             | 2:1                | 1200     | Ok             | Oktave                                                                    |

### Intervalle nach Größe geordnet
Bezeichnungen:
C-Cis-Des*-D-Dis*-Es-E… Pythagoreische Tonleiter ergänzt um Halbtonschritte, aufbauend auf reinen Quinten.
(C)-(Cis)-(Des*)-(D)-(Dis*)-(Es)-(E)-(F)-… ¼-Komma-mitteltönige Tonleiter ergänzt um Halbtonschritte, aufbauend auf mitteltönigen Quinten (696,578 Cent).
C-,Cis-’Des-D-,,Dis-’Es-,E … Reine Tonleiter ergänzt um Halbtonschritte (Bezeichnungen siehe Eulersches Tonnetz: »Tiefkomma x« mit der Bezeichnung »,x« bedeutet »,x« ist ein syntonisches Komma tiefer als »x«. »Hochkomma x« mit der Bezeichnung »’x« ist ein syntonisches Komma höher als »x«).
- Ok = Oktave (Frequenzverhältnis 2)
- Q = Quinte (Frequenzverhältnis 3:2)
- Qm = mitteltönige Quinte (Frequenzverhältnis {\displaystyle w={\sqrt[{4}]{5}}\mathrel {\hat {\approx }} 696{,}578\,{\text{Cent}}})
- T = große Terz (Frequenzverhältnis 5:4).

| Intervalle            | von C aus bis     | Frequenzverhältnis | in Cent  | Berechnung               | Intervallbezeichnung                                                                                             |
| --------------------- | ----------------- | ------------------ | -------- | ------------------------ | --- |
| C-C                   | C                 | 1:1                | 0        |                          | Prim |
|                       | ,His              | 32805:32768        | 1,954    | 8Q + T − 5Ok             | Schisma = Differenz pythagoreisches und syntonisches Komma                                                       |
| '''Fes-,,,Eis         | ,,,,,,Hisis       | 15625:15552        | 8,107    | 6T-5Q+Ok                 | Kleisma |
| ,Cis-’Des             | ’’Deses           | 2048:2025          | 19,553   | −2T − 4Q + 3Ok           | (kleinere) verminderte Sekunde, Diaschisma                                                                       |
|                       | ’C                | 81:80              | 21,506   | 4Q − T − 2Ok             | syntonisches Komma: Differenz d(C-dur) und,d(F-dur)                                                              |
| Des*-Cis              | His               | 531441:524288      | 23,460   | 12Q − 7Ok                | pythagoreisches Komma                                                                                            |
| (Dis)-(Es) =,,Dis-’Es | (Deses) =’’’Deses | 128:125            | 41,059   | −12Qm + 7Ok = −3T + Ok   | (in der reinen Stimmung: größere) verminderte Sekunde = kleine Diësis (Differenz von Oktave zu 3 großen Terzen). |
|                       | ’’’’Deses         | 648:625            | 62,565   | 4Q − 4T − Ok             | große Diësis = Differenz von vier kleinen Terzen zur Oktave                                                      |
| D-,,Dis               | ,,Cis             | 25:24              | 70,672   | 2T − Q                   | (kleinere) übermäßige Prim, kleiner chromatischer Halbton, kleines Chroma                                        |
| (C)-(Cis)             | (Cis)             | (5:16)w3           | 76,049   | 7Qm − 4Ok                | chromatischer mitteltöniger Halbton                                                                              |
| E-F                   | Des               | 256:243            | 90,225   | −5Q + 3Ok                | pythagoreisches Limma = pythagoreische kleine Sekunde                                                            |
| C-,Cis                | ,Cis              | 135:128            | 92,179   | T + 3Q − 2Ok             | (größere) übermäßige Prim, großer chromatischer Halbton, großes Chroma                                           |
|                       |                   |                    | 100      | (1:12)Ok                 | kleine gleichstufige Sekunde                                                                                     |
| ,E-F                  | ’Des              | 16:15              | 111,731  | −T − Q + Ok              | kleine Sekunde, diatonischer Halbton                                                                             |
| C-Cis                 | Cis               | 2187:2048          | 113,685  | 7Q − 4Ok                 | pythagoreische Apotome = pythagoreische übermäßige Prim                                                          |
| (E)-(F)               | (Des)             | (8:25)w3           | 117,108  | −5Qm + 3Ok               | diatonischer mitteltöniger Halbton                                                                               |
| ,A-’B                 | ’’Des             | 27:25              | 133,238  | −2T + 3Q − Ok            | (größere) kleine Sekunde, großes Limma,                                                                          |
| (Des*)-(Dis*)         | (Cisis)           | (125:256)w2        | 152,098  | 14Qm − 8Ok               | mitteltönige doppelt übermäßige Prim                                                                             |
| ’Des-,,Dis            | ,,,Cisis          | 1125:1024          | 162,851  | 3T + 2Q − 2Ok            | doppelt übermäßige Prim                                                                                          |
| Cis-Es                | Eses              | 65536:59049        | 180,450  | −10Q + 6Ok               | pythagoreische verminderte Terz                                                                                  |
| D-,E                  | ,D                | 10:9               | 182,404  | T − 2Q + Ok              | kleiner Ganzton                                                                                                  |
| (C)-(D)               | (D)               | (1:2)w2            | 193,157  | 2Qm − Ok                 | mitteltöniger Ganzton                                                                                            |
|                       |                   |                    | 200      | (2:12)Ok                 | große gleichstufige Sekunde                                                                                      |
| C-D                   | D                 | 9:8                | 203,910  | 2Q − Ok                  | großer Ganzton = pythagoreische Sekunde                                                                          |
| ,E-’Ges               | ’’Eses            | 256:225            | 223,463  | −2T − 2Q + 2Ok           | (kleinere) verminderte Terz                                                                                      |
| Des*-Dis*             | Cisis             | 4782969:4194304    | 227,370  | 14Q − 8Ok                | pythagoreische doppelt übermäßige Prim                                                                           |
| (Cis)-(Es)            | (Eses)            | (64:125)w2         | 234,216  | −10Qm + 6Ok              | mitteltönig verminderte Terz                                                                                     |
| ,,Gis-’B              | ’’’Eses           | 144:125            | 244,969  | −3T + 2Q                 | (größere) verminderte Terz                                                                                       |
| (Es)-(Fis)            | (Dis)             | (25:32)w           | 269,206  | 9Qm − 5Ok                | mitteltönige übermäßige Sekunde                                                                                  |
| Dis*-Ges*             | Feses             | 16777216:14348907  | 270,675  | −15Q + 9Ok               | pythagoreische doppelt verminderte Quarte                                                                        |
| C-,,Dis               | ,,Dis             | 75:64              | 274,582  | 2T + Q − Ok              | übermäßige Sekunde                                                                                               |
| D-F                   | Es                | 32:27              | 294,135  | −3Q + 2Ok                | pythagoreische kleine Terz (unreine kleine Terz der II. Stufe)                                                   |
|                       |                   |                    | 300      | (3:12)Ok                 | kleine gleichstufige Terz                                                                                        |
| (D)-(F)               | (Es)              | (4:5)w             | 310,265  | −3Qm + 2Ok               | mitteltönige kleine Terz                                                                                         |
| C-’Es                 | ’Es               | 6:5                | 315,641  | −T + Q                   | kleine Terz |
| Es-Fis                | Dis               | 19683:16384        | 317,595  | 9Q − 5Ok                 | pythagoreische übermäßige Sekunde                                                                                |
| ,,Dis-’Ges            | ’’’Feses          | 4096:3375          | 335,194  | −3T − 3Q + 3Ok           | doppelt verminderte Quarte                                                                                       |
| (Ges*)-(Ais*)         | (Disis)           | 625:512            | 345,255  | 16Qm − 9Ok = 4T − Ok     | mitteltönig doppelt übermäßige Sekunde. (Disis) = ,,,,Disis.                                                     |
| (Dis*)-(Ges*)         | (Feses)           | (512:625)w         | 351,324  | −15Qm + 9Ok              | mitteltönig doppelt verminderte Quarte                                                                           |
| ’Ges-,,Ais            | ,,,Disis          | 10125:8192         | 366,761  | 3T + 4Q − 3Ok            | doppelt übermäßige Sekunde                                                                                       |
| Cis-F                 | Fes               | 8192:6561          | 384,360  | −8Q + 5Ok                | pythagoreische verminderte Quarte                                                                                |
| (C)-(E) =C-,E         | (E) =,E           | 5:4                | 386,314  | 4Qm − 2Ok = T            | große Terz |
|                       |                   |                    | 400      | (4:12)Ok                 | große gleichstufige Terz                                                                                         |
| D-’Ges                | ’Fes              | 512:405            | 405,866  | −T − 4Q + 3Ok            | (kleinere) verminderte Quarte                                                                                    |
| ,A-,cis               | E                 | 81:64              | 407,820  | 4Q − 2Ok                 | pythagoreisch große Terz = Ditonos                                                                               |
| (Cis)-(F) =,E-’As     | (Fes) =’’Fes      | 32:25              | 427,373  | −8Qm + 5Ok = Ok − 2T     | verminderte Quarte                                                                                               |
| Ges*-Ais*             | Disis             | 43046721:33554432  | 431,280  | 16Q − 9Ok                | pythagoreische doppelt übermäßige Sekunde                                                                        |
| ’Es-,,Gis             | ,,,Eis            | 125:96             | 456,986  | 3T − Q                   | (kleinere) übermäßige Terz                                                                                       |
| (Es)-(Gis)            | (Eis)             | (25:64)w3          | 462,363  | 11Qm − 6Ok               | mitteltönig übermäßige Terz                                                                                      |
| Cis-Ges*              | Geses             | 2097152:1594323    | 474,585  | −13Q + 8Ok               | pythagoreische doppelt verminderte Quinte                                                                        |
| F-,,Ais               | ,,Eis             | 675:512            | 478,492  | 2T + 3Q − 2Ok            | (größere) übermäßige Terz                                                                                        |
| C-F                   | F                 | 4:3                | 498,045  | −Q + Ok                  | Quarte |
|                       |                   |                    | 500      | (5:12)Ok                 | gleichstufige Quarte                                                                                             |
| (C)-(F)               | (F)               | (2:5)w3            | 503,422  | −Qm + Ok                 | mitteltönige Quarte                                                                                              |
| ,Cis-’Ges             | ’’Geses           | 8192:6075          | 517,598  | −2T − 5Q + 4Ok           | doppelt verminderte Quinte                                                                                       |
| ,A-d                  | ’F                | 27:20              | 519,551  | −T + 3Q − Ok             | unreine Quarte (In C-Dur II. Stufe a-d)                                                                          |
| Es-Gis                | Eis               | 177147:131072      | 521,505  | 11Q − 6Ok                | pythagoreische übermäßige Terz                                                                                   |
| ,,Dis-’As             | ’’’Geses          | 512:375            | 539,104  | −3T − Q + 2Ok            | doppelt verminderte Quinte                                                                                       |
| (Cis)-(Ges*)          | (Geses)           | (256:625)w3        | 544,480  | −13Qm + 8Ok              | mitteltönig doppelt verminderte Quinte                                                                           |
|                       |                   | 11:8               | 551,318  |                          | Nur zur Ergänzung: Das Alphorn-Fa (der 11. Naturton)                                                             |
| D-,,Gis               | ,,Fis             | 25:18              | 568,717  | 2T − 2Q + Ok             | (kleinere) übermäßige Quarte                                                                                     |
| (F)-(H)               | (Fis)             | (5:8)w2            | 579,471  | 6Qm − 3Ok                | mitteltönige übermäßige Quarte, mitteltöniger Tritonus                                                           |
| E-B                   | Ges               | 1024:729           | 588,270  | −6Q + 4Ok                | pythagoreische verminderte Quinte                                                                                |
| C-,Fis                | ,Fis              | 45:32              | 590,224  | T + 2Q − Ok              | Tritonus, übermäßige Quarte                                                                                      |
|                       |                   |                    | 600      | (6:12)Ok                 | gleichstufiger Tritonus, übermäßige gleichstufige Quarte, verminderte gleichstufige Quinte                       |
| ,Fis-c                | ’Ges              | 64:45              | 609,776  | −T − 2Q + 2Ok            | (kleinere) verminderte Quinte                                                                                    |
| C-Fis                 | Fis               | 729:512            | 611,730  | 6Q − 3Ok                 | pythagoreische übermäßige Quarte = pythagoreischer Tritonus                                                      |
| (Cis)-(G)             | (Ges)             | (16:25)w2          | 620,529  | −6Qm + 4Ok               | mitteltönige verminderte Quinte                                                                                  |
| ,A-’es                | ’’Ges             | 36:25              | 631,283  | −2T + 2Q                 | (größere) verminderte Quinte                                                                                     |
| (Des*)-(Gis)          | (Fisis)           | (125:128)w         | 655,520  | 13Qm − 7Ok               | mitteltönig doppelt übermäßige Quarte                                                                            |
| ’Es-,,Ais             | ,,,Fisis          | 375:256            | 660,896  | 3T + Q − Ok              | doppelt übermäßige Quarte                                                                                        |
| Gis-es                | Asas              | 262144:177147      | 678,495  | −11Q + 7Ok               | pythagoreische verminderte Sexte                                                                                 |
| D-,A                  | ,G                | 40:27              | 680,449  | T − 3Q + 2Ok             | unreine Quinte (In C-Dur d-a des Akkords der II.Stufe)                                                           |
| ’Ges-,cis             | ,,Fisis           | 6075:4096          | 682,402  | 2T + 5Q − 3Ok            | doppelt verminderte Quarte                                                                                       |
| (C)-(G)               | (G)               | w                  | 696,578  | Qm                       | mitteltönige Quinte                                                                                              |
|                       |                   |                    | 700      | (7:12)Ok                 | gleichstufige Quinte                                                                                             |
| C-G                   | G                 | 3:2                | 701,955  | Q                        | Quinte |
| ,H-’ges               | ’’Asas            | 1024:675           | 721,508  | −2T − 3Q + 3Ok           | (kleinere) verminderte Sexte                                                                                     |
| Es-Ais*               | Fisis             | 1594323:1048576    | 725,415  | 13Q − 7Ok                | pythagoreische doppelt übermäßige Quarte                                                                         |
| (Gis)-(es)            | (Asas)            | (128:125)w         | 737,637  | −11Qm + 7Ok              | mitteltönig verminderte Sexte                                                                                    |
| ,,Dis-’B              | ’’’Asas           | 192:125            | 743,014  | −3T + Q + Ok             | (größere) verminderte Sexte                                                                                      |
| Ais*-ges*             | Beses             | 67108864:43046721  | 768,720  | −16Q + 10Ok              | pythagoreische doppelt verminderte Septime                                                                       |
| (C)-(Gis) =C-,,Gis    | (Gis) =,,Gis      | 25:16              | 772,627  | 8Qm − 4Ok = 2T           | (In der Reinen Stimmung kleinere) übermäßige Quinte, Doppelterz                                                  |
| E-c                   | As                | 128:81             | 792,180  | −4Q + 3Ok                | pythagoreische kleine Sexte                                                                                      |
| F-,cis                | ,Gis              | 405:256            | 794,134  | T + 4Q − 2Ok             | (größere) übermäßige Quinte                                                                                      |
|                       |                   |                    | 800      | (8:12)Ok                 | kleine gleichstufige Sexte                                                                                       |
| ,E-c                  | ’As               | 8:5                | 813,686  | −T + Ok                  | kleine Sexte |
| C-Gis                 | Gis               | 6561:4096          | 815,640  | 8Q − 4Ok                 | pythagoreische übermäßige Quinte                                                                                 |
| ,,Ais-’ges            | ’’’Beses          | 16384:10125        | 833,239  | −3T − 4Q + 4Ok           | doppelt verminderte Septime                                                                                      |
| (Des*)-(Ais*)         | (Gisis)           | (125:256)w3        | 848,676  | 15Qm − 8Ok               | mitteltönige doppelt übermäßige Quinte                                                                           |
| (Ais*)-(ges*)         | (Beses)           | 1024:625           | 854,745  | −16Qm + 10Ok = −4T + 2Ok | mitteltönige doppelt verminderte Septime. (Beses) = ’’’’Beses.                                                   |
| ’Des-,,Ais            | ,,,Gisis          | 3375:2048          | 864,806  | 3T + 3Q − 2Ok            | doppelt übermäßige Quinte                                                                                        |
| Cis-B                 | Bes               | 32768:19683        | 882,405  | −9Q + 6Ok                | pythagoreische verminderte Septime                                                                               |
| C-,A                  | ,A                | 5:3                | 884,359  | T − Q + Ok               | große Sexte |
| (C)-(A)               | (A)               | (1:2)w3            | 889,735  | 3Qm − Ok                 | mitteltönige große Sexte                                                                                         |
|                       |                   |                    | 900      | (9:12)Ok                 | große gleichstufige Sexte                                                                                        |
| C-A                   | A                 | 27:16              | 905,865  | 3Q − Ok                  | pythagoreische große Sexte                                                                                       |
| ,E-’des               | ’’Bes             | 128:75             | 925,418  | −2T − Q + 2Ok            | (größere) verminderte Septime                                                                                    |
| Des*-Ais*             | Gisis             | 14348907:8388608   | 929,325  | 15Q − 8Ok                | pythagoreische doppelt übermäßige Quinte                                                                         |
| (Cis)-(B)             | (Bes)             | (64:125)w3         | 930,794  | −9Qm + 6Ok               | mitteltönige verminderte Septime                                                                                 |
| ’B-,,gis              | ,,,Ais            | 125:72             | 955,031  | 3T − 2Q + Ok             | (kleinere) übermäßige Sexte                                                                                      |
| (Es)-(cis)            | (Ais)             | (25:32)w2          | 965,784  | 10Qm − 5Ok               | mitteltönige übermäßige Sexte                                                                                    |
|                       |                   | 7:4                | 968,826  | i                        | Nur zur Ergänzung: Die Naturseptime, der 7. Naturton, manchmal mit i bezeichnet.                                 |
| Dis*-des*             | Ceses             | 8388608:4782969    | 972,630  | −14Q + 9Ok               | pythagoreische doppelt verminderte Oktave                                                                        |
| C-,,Ais               | ,,Ais             | 225:128            | 976,537  | 2T + 2Q − Ok             | (größere) übermäßige Sexte                                                                                       |
| D-c                   | B                 | 16:9               | 996,090  | −2Q + 2Ok                | pythagoreische kleine Septime                                                                                    |
|                       |                   |                    | 1000     | (10:12)Ok                | kleine gleichstufige Septime                                                                                     |
| (D)-(c)               | (B)               | (4:5)w2            | 1006,843 | −2Qm + 2Ok               | mitteltönige kleine Septime                                                                                      |
| C-’B                  | ’B                | 9:5                | 1017,596 | −T + 2Q                  | kleine Septime                                                                                                   |
| Es-cis                | Ais               | 59049:32768        | 1019,550 | 10Q − 5Ok                | pythagoreische übermäßige Sexte                                                                                  |
| ,,Dis-’des            | ’’’ceses          | 2048:1125          | 1037,149 | −3T − 2Q + 3Ok           | doppelt verminderte Oktave                                                                                       |
| (Gis)-(ges*)          | (ceses)           | (512:625)w2        | 1047,902 | −14Qm + 9Ok              | mitteltönige doppelt verminderte Oktave                                                                          |
| ’B-,a                 | ,,H               | 50:27              | 1066,762 | 2T − 3Q + 2Ok            | (kleinere) große Septime                                                                                         |
| (C)-(H)               | (H)               | (5:4)w             | 1082,892 | 5Qm − 2Ok                | mitteltönige große Septime                                                                                       |
| Cis-c                 | Ces               | 4096:2187          | 1086,315 | −7Q + 5Ok                | pythagoreische verminderte Oktave                                                                                |
| C-,H                  | ,H                | 15:8               | 1088,269 | T + Q                    | große Septime |
|                       |                   |                    | 1100     | (11:12)Ok                | große gleichstufige Septime                                                                                      |
| ,Cis-c                | ’ces              | 256:135            | 1107,821 | −T − 3Q + 3Ok            | (kleinere) verminderte Oktave                                                                                    |
| C-H                   | H                 | 243:128            | 1109,775 | 5Q − 2Ok                 | pythagoreische große Septime                                                                                     |
| (Cis)-(c)             | (ces)             | (32:25)w           | 1123,951 | −7Qm + 5Ok               | mitteltönige verminderte Oktave                                                                                  |
| ,,Dis-d               | ’’ces             | 48:25              | 1129,328 | −2T + Q + Ok             | (größere) verminderte Oktave                                                                                     |
| (Es)-(dis*) =’B-,,ais | (his) =,,,his     | 125:64             | 1158,941 | 12Qm − 6Ok = 3T          | übermäßige Septime                                                                                               |
| Cis-des*              | deses             | 1048576:531441     | 1176,540 | −12Q + 8Ok               | pythagoreische verminderte None (= Ok − pythagoreische verminderte Sek.)                                         |
| ’Des-,cis             | ,,his             | 2025:1024          | 1180,447 | 2T + 4Q − 2Ok            | (größere) übermäßige Septime                                                                                     |
| C-c                   |                   | 2:1                | 1200     | Ok                       | Oktave |